# Tour d'Italie féminin 2003
La 14e édition du Tour d'Italie féminin (Giro Donne 2003, Giro d'Italia Internazionale Femminile en italien) a lieu du 4 au 13 juillet 2003. La course fait partie du calendrier UCI féminin en catégorie 2.9.1.
Bertine Spijkerman remporte le prologue. Le lendemain, Rasa Polikevičiūtė s'impose détachée. Sur la deuxième étape, un groupe de huit favorites se joue la victoire, Zinaida Stahurskaia est la plus rapide. L'étape reine se déroule dans des conditions pluvieuses. Nicole Brändli s'impose, mais Edita Pučinskaitė prend la tête du classement général. Leurs poursuivantes sont reléguées à plus de trois minutes. Regina Schleicher lève les bras sur les quatre étapes suivantes grâce à sa vitesse. La demi-étape criterium permet à Katia Longhin de s'imposer dans un groupe d'échappée. Rochelle Gilmore gagne le sprint de la huitième étape après le déclassement de Stahurskaia. Le contre-la-montre final est remporté par Loes Gunnewijk. Nicole Brändli reprend du temps sur Edita Pučinskaitė et lui ravit la victoire finale. Elle fait partie de l'équipe Prato Marathon Bike, qui est alors en faillite. Joane Somarriba complète le podium. Regina Schleicher remporte le classement par points, Jolanta Polikevičiūtė celui de la montagne et Modesta Vžesniauskaitė celui de la meilleure jeune.

## Présentation

### Parcours
Le parcours débute par un prologue en banlieue napolitaine. Deux étapes vallonnées suivent. La troisième étape est la seule vraiment montagneuse. Par la suite, le parcours remonte le pays en longeant la mer adriatique avec six étapes presque parfaitement plates. Le contre-la-montre final arrive à Venise.

### Équipes
Ondernemers van Nature et Bik-Powerplate forment une équipe mixte.
| Équipes féminines professionnelles (11)- Acca Due O-Pasta Zara-Lorena Camicie - Cicli Fatato Composita 2 - Catalunya-Aliverti-Kookai - Ondernemers van Nature - Prato Marathon Bike - Road Runner-Guerciotti Cycling - SC Michela Fanini Record Rox - S.A.T.S. - Team 2002 Aurora RSM - T-Mobile - USC Chirio Forno d'Asolo Équipes nationales (2)- Australie - Espagne Équipe féminines amateur (4)- Bizkaia-Panda Spiuk-Durango - SCF Cycling Team Pratomagno - Team Conero - Team Fanini System Data |
| |

### Favorites
La vainqueur sortante Svetlana Boubnenkova est candidate à sa propre succession. Elle a démontré sa forme sur les championnats de Russie, où elle s'est imposée sur route et en contre-la-montre. Zinaida Stahurskaia est une autre favorite, tout comme Edita Pučinskaitė, qui néanmoins trouve le parcours trop peu montagneux pour elle-

## Étapes
| Étape      | Date      | Villes étapes                        | type                        | Distance (km) | Vainqueur d'étape   | Leader du classement général |
| ---------- | --------- | ------------------------------------ | --------------------------- | ------------- | ------------------- | ---------------------------- |
| Prologue   | 4 juill.  | Grumo Nevano – Grumo Nevano          | prologue                    | 2,2           | Bertine Spijkerman  | Bertine Spijkerman           |
| 1re étape  | 5 juill.  | Grumo Nevano – Guardia Sanframondi   | étape vallonnée             | 119           | Rasa Polikevičiūtė  | Rasa Polikevičiūtė           |
| 2e étape   | 6 juill.  | Colle Sannita – San Marco dei Cavoti | étape vallonnée             | 85,2          | Zinaida Stahurskaia | Rasa Polikevičiūtė           |
| 3e étape   | 7 juill.  | Monteroduni – Castelpizzuto          | étape de montagne           | 84,2          | Nicole Brändli      | Edita Pučinskaitė            |
| 4e étape   | 8 juill.  | Frosolone – San Vito Chietino        | étape de plaine             | 141           | Regina Schleicher   | Edita Pučinskaitė            |
| 5e étape   | 9 juill.  | Lanciano – Alba Adriatica            | étape de plaine             | 107           | Regina Schleicher   | Edita Pučinskaitė            |
| 6e étape   | 10 juill. | Jesi – Jesi                          | étape de plaine             | 87,4          | Regina Schleicher   | Edita Pučinskaitė            |
| 7e a étape | 11 juill. | Gabicce Mare – Cesenatico            | étape de plaine             | 45,4          | Regina Schleicher   | Edita Pučinskaitė            |
| 7e b étape | 11 juill. | Cento – Cento                        | étape de plaine             | 45            | Katia Longhin       | Edita Pučinskaitė            |
| 8e étape   | 12 juill. | Cento – Salzano                      | étape de plaine             | 152           | Rochelle Gilmore    | Edita Pučinskaitė            |
| 9e étape   | 13 juill. | Mira – Venise                        | contre-la-montre individuel | 22,9          | Loes Gunnewijk      | Nicole Brändli               |

## Déroulement de la course

### Prologue
Bertine Spijkerman remporte le prologue. Zinaida Stahurskaia est deuxième et donc la mieux placée des favorites. 
| \| Classement de l'étape \| Classement de l'étape \| Classement de l'étape \| Classement de l'étape \| Classement de l'étape \| \| Coureur \| Coureur \| Pays \| Équipe \| Temps \| \| --------------------- \| --------------------- \| --------------------- \| ---------------------------- \| --------------------- \| \| 1re \| Bertine Spijkerman \| Pays-Bas \| Ondernemers van Nature \| 3 min 05 s \| \| 2e \| Zinaida Stahurskaia \| Biélorussie \| USC Chirio Forno d'Asolo \| + 5 s \| \| 3e \| Mari Holden \| États-Unis \| T-Mobile \| + 5 s \| \| 4e \| Amber Neben \| États-Unis \| T-Mobile \| + 6 s \| \| 5e \| Loes Gunnewijk \| Pays-Bas \| Ondernemers van Nature \| + 6 s \| \| 6e \| Luisa Tamanini \| Italie \| Team 2002 Aurora RSM \| + 8 s \| \| 7e \| Giorgia Bronzini \| Italie \| Aušra Gruodis-Safi \| + 8 s \| \| 8e \| Kristin Armstrong \| États-Unis \| T-Mobile \| + 8 s \| \| 9e \| Giovanna Troldi \| Italie \| SC Michela Fanini Record Rox \| + 8 s \| \| 10e \| Nicole Brändli \| Suisse \| Prato Marathon Bike \| + 9 s \| |                     |             |                              |            |
| |                     |             |                              |            |
| |                     |             |                              |            |
| Classement de l'étape |                     |             |                              |            |
| Coureur | Coureur             | Pays        | Équipe                       | Temps      |
| 1re | Bertine Spijkerman  | Pays-Bas    | Ondernemers van Nature       | 3 min 05 s |
| 2e | Zinaida Stahurskaia | Biélorussie | USC Chirio Forno d'Asolo     | + 5 s      |
| 3e | Mari Holden         | États-Unis  | T-Mobile                     | + 5 s      |
| 4e | Amber Neben         | États-Unis  | T-Mobile                     | + 6 s      |
| 5e | Loes Gunnewijk      | Pays-Bas    | Ondernemers van Nature       | + 6 s      |
| 6e | Luisa Tamanini      | Italie      | Team 2002 Aurora RSM         | + 8 s      |
| 7e | Giorgia Bronzini    | Italie      | Aušra Gruodis-Safi           | + 8 s      |
| 8e | Kristin Armstrong   | États-Unis  | T-Mobile                     | + 8 s      |
| 9e | Giovanna Troldi     | Italie      | SC Michela Fanini Record Rox | + 8 s      |
| 10e | Nicole Brändli      | Suisse      | Prato Marathon Bike          | + 9 s      |

### 1reétape
La Guardia San Framondi, une côte de première catégorie est escaladée deux fois, la dernière à vingt-trois kilomètres de l'arrivée. Cela provoque une forte sélection. Rasa Polikevičiūtė s'impose. Fabiana Luperini et Svetlana Boubnenkova perdent du temps,,.
| \| Classement de l'étape \| Classement de l'étape \| Classement de l'étape \| Classement de l'étape \| Classement de l'étape \| \| Coureur \| Coureur \| Pays \| Équipe \| Temps \| \| --------------------- \| ---------------------- \| --------------------- \| ---------------------------- \| --------------------- \| \| 1re \| Rasa Polikevičiūtė \| Lituanie \| Team 2002 Aurora RSM \| 3 h 07 min 01 s \| \| 2e \| Jolanta Polikevičiūtė \| Lituanie \| Team 2002 Aurora RSM \| + 47 s \| \| 3e \| Edita Pučinskaitė \| Lituanie \| SC Michela Fanini Record Rox \| + 47 s \| \| 4e \| Nicole Brändli \| Suisse \| Prato Marathon Bike \| + 49 s \| \| 5e \| Joane Somarriba \| Espagne \| Bizkaia-Panda Spiuk-Durango \| + 53 s \| \| 6e \| Oenone Wood \| Australie \| Australie \| + 1 min 03 s \| \| 7e \| Zinaida Stahurskaia \| Biélorussie \| USC Chirio Forno d'Asolo \| + 1 min 03 s \| \| 8e \| Modesta Vžesniauskaitė \| Lituanie \| Aušra Gruodis-Safi \| + 1 min 05 s \| \| 9e \| Olivia Gollan \| Australie \| Australie \| + 1 min 09 s \| \| 10e \| Eneritz Iturriaga \| Espagne \| Team 2002 Aurora RSM \| + 1 min 16 s \| |                        |             |                              |                 |
| |                        |             |                              |                 |
| |                        |             |                              |                 |
| Classement de l'étape |                        |             |                              |                 |
| Coureur | Coureur                | Pays        | Équipe                       | Temps           |
| 1re | Rasa Polikevičiūtė     | Lituanie    | Team 2002 Aurora RSM         | 3 h 07 min 01 s |
| 2e | Jolanta Polikevičiūtė  | Lituanie    | Team 2002 Aurora RSM         | + 47 s          |
| 3e | Edita Pučinskaitė      | Lituanie    | SC Michela Fanini Record Rox | + 47 s          |
| 4e | Nicole Brändli         | Suisse      | Prato Marathon Bike          | + 49 s          |
| 5e | Joane Somarriba        | Espagne     | Bizkaia-Panda Spiuk-Durango  | + 53 s          |
| 6e | Oenone Wood            | Australie   | Australie                    | + 1 min 03 s    |
| 7e | Zinaida Stahurskaia    | Biélorussie | USC Chirio Forno d'Asolo     | + 1 min 03 s    |
| 8e | Modesta Vžesniauskaitė | Lituanie    | Aušra Gruodis-Safi           | + 1 min 05 s    |
| 9e | Olivia Gollan          | Australie   | Australie                    | + 1 min 09 s    |
| 10e | Eneritz Iturriaga      | Espagne     | Team 2002 Aurora RSM         | + 1 min 16 s    |

| \| Classement général \| Classement général \| Classement général \| Classement général \| Classement général \| \| Coureur \| Coureur \| Pays \| Équipe \| Temps \| \| ------------------ \| ---------------------- \| ------------------ \| ---------------------------- \| ------------------ \| \| 1re \| Rasa Polikevičiūtė \| Lituanie \| Team 2002 Aurora RSM \| 3 h 10 min 19 s \| \| 2e \| Edita Pučinskaitė \| Lituanie \| SC Michela Fanini Record Rox \| + 42 s \| \| 3e \| Nicole Brändli \| Suisse \| Prato Marathon Bike \| + 45 s \| \| 4e \| Jolanta Polikevičiūtė \| Lituanie \| Team 2002 Aurora RSM \| + 47 s \| \| 5e \| Joane Somarriba \| Espagne \| Bizkaia-Panda Spiuk-Durango \| + 51 s \| \| 6e \| Zinaida Stahurskaia \| Biélorussie \| USC Chirio Forno d'Asolo \| + 55 s \| \| 7e \| Oenone Wood \| Australie \| Australie \| + 1 min 02 s \| \| 8e \| Modesta Vžesniauskaitė \| Lituanie \| Aušra Gruodis-Safi \| + 1 min 05 s \| \| 9e \| Amber Neben \| États-Unis \| T-Mobile \| + 1 min 09 s \| \| 10e \| Olivia Gollan \| Australie \| Australie \| + 1 min 10 s \| |                        |             |                              |                 |
| |                        |             |                              |                 |
| |                        |             |                              |                 |
| Classement général |                        |             |                              |                 |
| Coureur | Coureur                | Pays        | Équipe                       | Temps           |
| 1re | Rasa Polikevičiūtė     | Lituanie    | Team 2002 Aurora RSM         | 3 h 10 min 19 s |
| 2e | Edita Pučinskaitė      | Lituanie    | SC Michela Fanini Record Rox | + 42 s          |
| 3e | Nicole Brändli         | Suisse      | Prato Marathon Bike          | + 45 s          |
| 4e | Jolanta Polikevičiūtė  | Lituanie    | Team 2002 Aurora RSM         | + 47 s          |
| 5e | Joane Somarriba        | Espagne     | Bizkaia-Panda Spiuk-Durango  | + 51 s          |
| 6e | Zinaida Stahurskaia    | Biélorussie | USC Chirio Forno d'Asolo     | + 55 s          |
| 7e | Oenone Wood            | Australie   | Australie                    | + 1 min 02 s    |
| 8e | Modesta Vžesniauskaitė | Lituanie    | Aušra Gruodis-Safi           | + 1 min 05 s    |
| 9e | Amber Neben            | États-Unis  | T-Mobile                     | + 1 min 09 s    |
| 10e | Olivia Gollan          | Australie   | Australie                    | + 1 min 10 s    |

### 2eétape
Le peloton reste compact durant l'étape. Le Bivio per San Giorgio La Molara, une ascension de première catégorie débute au kilomètre dix-neuf. L'arrivée est en côte. Les favorites s'isolent en tête et Zinaida Stahurskaia s'impose,.
| \| Classement de l'étape \| Classement de l'étape \| Classement de l'étape \| Classement de l'étape \| Classement de l'étape \| \| Coureur \| Coureur \| Pays \| Équipe \| Temps \| \| --------------------- \| ---------------------- \| --------------------- \| ---------------------------- \| --------------------- \| \| 1re \| Zinaida Stahurskaia \| Biélorussie \| USC Chirio Forno d'Asolo \| 2 h 20 min 30 s \| \| 2e \| Edita Pučinskaitė \| Lituanie \| SC Michela Fanini Record Rox \| + 0 s \| \| 3e \| Oenone Wood \| Australie \| Australie \| + 0 s \| \| 4e \| Joane Somarriba \| Espagne \| Bizkaia-Panda Spiuk-Durango \| + 0 s \| \| 5e \| Jolanta Polikevičiūtė \| Lituanie \| Team 2002 Aurora RSM \| + 0 s \| \| 6e \| Modesta Vžesniauskaitė \| Lituanie \| Aušra Gruodis-Safi \| + 0 s \| \| 7e \| Nicole Brändli \| Suisse \| Prato Marathon Bike \| + 0 s \| \| 8e \| Olivia Gollan \| Australie \| Australie \| + 0 s \| \| 9e \| María Isabel Moreno \| Espagne \| Espagne \| + 3 s \| \| 10e \| Fabiana Luperini \| Italie \| Team 2002 Aurora RSM \| + 3 s \| |                        |             |                              |                 |
| |                        |             |                              |                 |
| |                        |             |                              |                 |
| Classement de l'étape |                        |             |                              |                 |
| Coureur | Coureur                | Pays        | Équipe                       | Temps           |
| 1re | Zinaida Stahurskaia    | Biélorussie | USC Chirio Forno d'Asolo     | 2 h 20 min 30 s |
| 2e | Edita Pučinskaitė      | Lituanie    | SC Michela Fanini Record Rox | + 0 s           |
| 3e | Oenone Wood            | Australie   | Australie                    | + 0 s           |
| 4e | Joane Somarriba        | Espagne     | Bizkaia-Panda Spiuk-Durango  | + 0 s           |
| 5e | Jolanta Polikevičiūtė  | Lituanie    | Team 2002 Aurora RSM         | + 0 s           |
| 6e | Modesta Vžesniauskaitė | Lituanie    | Aušra Gruodis-Safi           | + 0 s           |
| 7e | Nicole Brändli         | Suisse      | Prato Marathon Bike          | + 0 s           |
| 8e | Olivia Gollan          | Australie   | Australie                    | + 0 s           |
| 9e | María Isabel Moreno    | Espagne     | Espagne                      | + 3 s           |
| 10e | Fabiana Luperini       | Italie      | Team 2002 Aurora RSM         | + 3 s           |

| \| Classement général \| Classement général \| Classement général \| Classement général \| Classement général \| \| Coureur \| Coureur \| Pays \| Équipe \| Temps \| \| ------------------ \| ---------------------- \| ------------------ \| ---------------------------- \| ------------------ \| \| 1re \| Rasa Polikevičiūtė \| Lituanie \| Team 2002 Aurora RSM \| 5 h 30 min 52 s \| \| 2e \| Edita Pučinskaitė \| Lituanie \| SC Michela Fanini Record Rox \| + 33 s \| \| 3e \| Zinaida Stahurskaia \| Biélorussie \| USC Chirio Forno d'Asolo \| + 42 s \| \| 4e \| Nicole Brändli \| Suisse \| Prato Marathon Bike \| + 42 s \| \| 5e \| Jolanta Polikevičiūtė \| Lituanie \| Team 2002 Aurora RSM \| + 44 s \| \| 6e \| Joane Somarriba \| Espagne \| Bizkaia-Panda Spiuk-Durango \| + 48 s \| \| 7e \| Oenone Wood \| Australie \| Australie \| + 55 s \| \| 8e \| Modesta Vžesniauskaitė \| Lituanie \| Aušra Gruodis-Safi \| + 1 min 02 s \| \| 9e \| Olivia Gollan \| Australie \| Australie \| + 1 min 07 s \| \| 10e \| Amber Neben \| États-Unis \| T-Mobile \| + 1 min 09 s \| |                        |             |                              |                 |
| |                        |             |                              |                 |
| |                        |             |                              |                 |
| Classement général |                        |             |                              |                 |
| Coureur | Coureur                | Pays        | Équipe                       | Temps           |
| 1re | Rasa Polikevičiūtė     | Lituanie    | Team 2002 Aurora RSM         | 5 h 30 min 52 s |
| 2e | Edita Pučinskaitė      | Lituanie    | SC Michela Fanini Record Rox | + 33 s          |
| 3e | Zinaida Stahurskaia    | Biélorussie | USC Chirio Forno d'Asolo     | + 42 s          |
| 4e | Nicole Brändli         | Suisse      | Prato Marathon Bike          | + 42 s          |
| 5e | Jolanta Polikevičiūtė  | Lituanie    | Team 2002 Aurora RSM         | + 44 s          |
| 6e | Joane Somarriba        | Espagne     | Bizkaia-Panda Spiuk-Durango  | + 48 s          |
| 7e | Oenone Wood            | Australie   | Australie                    | + 55 s          |
| 8e | Modesta Vžesniauskaitė | Lituanie    | Aušra Gruodis-Safi           | + 1 min 02 s    |
| 9e | Olivia Gollan          | Australie   | Australie                    | + 1 min 07 s    |
| 10e | Amber Neben            | États-Unis  | T-Mobile                     | + 1 min 09 s    |

### 3eétape
L'étape est montagneuse avec trois ascensions de première catégorie et une de troisième catégorie : Cast. Al Volturno (1re catégorie), Acquaviva di Isernia (3e catégorie), Valico di Macerone (1re catégorie) et la montée finale vers Castelpizzuto (1re catégorie). En haut de la première difficulté, la pluie se met à tomber. Dans la difficulté de troisième catégorie, le rythme augmente et l'équipe Aurora 2002 contrôle. La deuxième ascension de première catégorie, la montée de Macerone, provoque une sélection. La descente permet à Amber Neben, Jolanta Polikevičiūtė, Edita Pučinskaitė, Zinaida Stahurskaia, Nicole Brändli et Joane Somarriba de s'isoler. Fabiana Luperini utilise ses qualités de descendeuse pour revenir sur ce groupe depuis l'arrière. À quinze kilomètres de l'arrivée, Jolanta Polikevičiūtė, Stahurskaia et Neben chutent dans un virage. Edita Pučinskaitė et Nicole Brändli se départage la victoire au sprint et la Suissesse se montre plus rapide. Derrière, Joane Somarriba prend la troisième place. Edita Pučinskaitė prend la tête du classement général, les écarts sont importants. L'étape est marquée par de nombreuses chutes sur les routes rendues glissantes par la pluie,,.
| \| Classement de l'étape \| Classement de l'étape \| Classement de l'étape \| Classement de l'étape \| Classement de l'étape \| \| Coureur \| Coureur \| Pays \| Équipe \| Temps \| \| --------------------- \| ---------------------- \| --------------------- \| ---------------------------- \| --------------------- \| \| 1re \| Nicole Brändli \| Suisse \| Prato Marathon Bike \| 2 h 31 min 57 s \| \| 2e \| Edita Pučinskaitė \| Lituanie \| SC Michela Fanini Record Rox \| + 0 s \| \| 3e \| Joane Somarriba \| Espagne \| Bizkaia-Panda Spiuk-Durango \| + 3 min 08 s \| \| 4e \| Jolanta Polikevičiūtė \| Lituanie \| Team 2002 Aurora RSM \| + 3 min 58 s \| \| 5e \| Teodora Ruano \| Espagne \| Prato Marathon Bike \| + 5 min 13 s \| \| 6e \| Olivia Gollan \| Australie \| Australie \| + 5 min 13 s \| \| 7e \| Amber Neben \| États-Unis \| T-Mobile \| + 5 min 13 s \| \| 8e \| Zinaida Stahurskaia \| Biélorussie \| USC Chirio Forno d'Asolo \| + 5 min 13 s \| \| 9e \| Modesta Vžesniauskaitė \| Lituanie \| Aušra Gruodis-Safi \| + 5 min 13 s \| \| 10e \| Rasa Polikevičiūtė \| Lituanie \| Team 2002 Aurora RSM \| + 5 min 13 s \| |                        |             |                              |                 |
| |                        |             |                              |                 |
| |                        |             |                              |                 |
| Classement de l'étape |                        |             |                              |                 |
| Coureur | Coureur                | Pays        | Équipe                       | Temps           |
| 1re | Nicole Brändli         | Suisse      | Prato Marathon Bike          | 2 h 31 min 57 s |
| 2e | Edita Pučinskaitė      | Lituanie    | SC Michela Fanini Record Rox | + 0 s           |
| 3e | Joane Somarriba        | Espagne     | Bizkaia-Panda Spiuk-Durango  | + 3 min 08 s    |
| 4e | Jolanta Polikevičiūtė  | Lituanie    | Team 2002 Aurora RSM         | + 3 min 58 s    |
| 5e | Teodora Ruano          | Espagne     | Prato Marathon Bike          | + 5 min 13 s    |
| 6e | Olivia Gollan          | Australie   | Australie                    | + 5 min 13 s    |
| 7e | Amber Neben            | États-Unis  | T-Mobile                     | + 5 min 13 s    |
| 8e | Zinaida Stahurskaia    | Biélorussie | USC Chirio Forno d'Asolo     | + 5 min 13 s    |
| 9e | Modesta Vžesniauskaitė | Lituanie    | Aušra Gruodis-Safi           | + 5 min 13 s    |
| 10e | Rasa Polikevičiūtė     | Lituanie    | Team 2002 Aurora RSM         | + 5 min 13 s    |

| \| Classement général \| Classement général \| Classement général \| Classement général \| Classement général \| \| Coureur \| Coureur \| Pays \| Équipe \| Temps \| \| ------------------ \| ---------------------- \| ------------------ \| ---------------------------- \| ------------------ \| \| 1re \| Edita Pučinskaitė \| Lituanie \| SC Michela Fanini Record Rox \| 8 h 03 min 16 s \| \| 2e \| Nicole Brändli \| Suisse \| Prato Marathon Bike \| + 5 s \| \| 3e \| Joane Somarriba \| Espagne \| Bizkaia-Panda Spiuk-Durango \| + 3 min 25 s \| \| 4e \| Jolanta Polikevičiūtė \| Lituanie \| Team 2002 Aurora RSM \| + 4 min 15 s \| \| 5e \| Rasa Polikevičiūtė \| Lituanie \| Team 2002 Aurora RSM \| + 4 min 46 s \| \| 6e \| Zinaida Stahurskaia \| Biélorussie \| USC Chirio Forno d'Asolo \| + 5 min 28 s \| \| 7e \| Modesta Vžesniauskaitė \| Lituanie \| Aušra Gruodis-Safi \| + 5 min 48 s \| \| 8e \| Olivia Gollan \| Australie \| Australie \| + 5 min 53 s \| \| 9e \| Amber Neben \| États-Unis \| T-Mobile \| + 5 min 55 s \| \| 10e \| Teodora Ruano \| Espagne \| Prato Marathon Bike \| + 6 min 06 s \| |                        |             |                              |                 |
| |                        |             |                              |                 |
| |                        |             |                              |                 |
| Classement général |                        |             |                              |                 |
| Coureur | Coureur                | Pays        | Équipe                       | Temps           |
| 1re | Edita Pučinskaitė      | Lituanie    | SC Michela Fanini Record Rox | 8 h 03 min 16 s |
| 2e | Nicole Brändli         | Suisse      | Prato Marathon Bike          | + 5 s           |
| 3e | Joane Somarriba        | Espagne     | Bizkaia-Panda Spiuk-Durango  | + 3 min 25 s    |
| 4e | Jolanta Polikevičiūtė  | Lituanie    | Team 2002 Aurora RSM         | + 4 min 15 s    |
| 5e | Rasa Polikevičiūtė     | Lituanie    | Team 2002 Aurora RSM         | + 4 min 46 s    |
| 6e | Zinaida Stahurskaia    | Biélorussie | USC Chirio Forno d'Asolo     | + 5 min 28 s    |
| 7e | Modesta Vžesniauskaitė | Lituanie    | Aušra Gruodis-Safi           | + 5 min 48 s    |
| 8e | Olivia Gollan          | Australie   | Australie                    | + 5 min 53 s    |
| 9e | Amber Neben            | États-Unis  | T-Mobile                     | + 5 min 55 s    |
| 10e | Teodora Ruano          | Espagne     | Prato Marathon Bike          | + 6 min 06 s    |

### 4eétape
Le parcours et légèrement ondulé et le vent souffle. Les échappées se succèdent. À soixante kilomètres de l'arrivée, Amy Safe emmène avec elle cinq autres coureuses. Elles sont plus tard rejointes par six autres athlètes. Ce groupe reste à l'avant et a jusqu'à quatre minutes d'avance. La Prato Marathon Bike réduit l'écart. Dans le final, Amy Safe attaque. Elle est reprise dans les derniers mètres de l'étape. Regina Schleicher remporte le sprint,.
| \| Classement de l'étape \| Classement de l'étape \| Classement de l'étape \| Classement de l'étape \| Classement de l'étape \| \| Coureur \| Coureur \| Pays \| Équipe \| Temps \| \| --------------------- \| ------------------------ \| --------------------- \| ------------------------------------ \| --------------------- \| \| 1re \| Regina Schleicher \| Allemagne \| USC Chirio Forno d'Asolo \| 3 h 31 min 32 s \| \| 2e \| Tina Pic \| États-Unis \| S.A.T.S. \| + 0 s \| \| 3e \| Andrea Bosman \| Pays-Bas \| Bik-Powerplate \| + 2 s \| \| 4e \| Francesca Castrucci \| Italie \| Prato Marathon Bike \| + 3 s \| \| 5e \| Zita Urbonaitė \| Lituanie \| Acca Due O-Pasta Zara-Lorena Camicie \| + 5 s \| \| 6e \| Amy Gillett \| Australie \| Australie \| + 9 s \| \| 7e \| Letizia Giardinelli \| Italie \| SC Michela Fanini Record Rox \| + 16 s \| \| 8e \| Noelia Soledad Fernandez \| Argentine \| Team Conero \| + 38 s \| \| 9e \| Anna Ramírez Bauxell \| Espagne \| Espagne \| + 40 s \| \| 10e \| Anna Gusmini \| Italie \| Road Runner-Guerciotti Cycling \| + 40 s \| |                          |            |                                      |                 |
| |                          |            |                                      |                 |
| |                          |            |                                      |                 |
| Classement de l'étape |                          |            |                                      |                 |
| Coureur | Coureur                  | Pays       | Équipe                               | Temps           |
| 1re | Regina Schleicher        | Allemagne  | USC Chirio Forno d'Asolo             | 3 h 31 min 32 s |
| 2e | Tina Pic                 | États-Unis | S.A.T.S.                             | + 0 s           |
| 3e | Andrea Bosman            | Pays-Bas   | Bik-Powerplate                       | + 2 s           |
| 4e | Francesca Castrucci      | Italie     | Prato Marathon Bike                  | + 3 s           |
| 5e | Zita Urbonaitė           | Lituanie   | Acca Due O-Pasta Zara-Lorena Camicie | + 5 s           |
| 6e | Amy Gillett              | Australie  | Australie                            | + 9 s           |
| 7e | Letizia Giardinelli      | Italie     | SC Michela Fanini Record Rox         | + 16 s          |
| 8e | Noelia Soledad Fernandez | Argentine  | Team Conero                          | + 38 s          |
| 9e | Anna Ramírez Bauxell     | Espagne    | Espagne                              | + 40 s          |
| 10e | Anna Gusmini             | Italie     | Road Runner-Guerciotti Cycling       | + 40 s          |

| \| Classement général \| Classement général \| Classement général \| Classement général \| Classement général \| \| Coureur \| Coureur \| Pays \| Équipe \| Temps \| \| ------------------ \| ---------------------- \| ------------------ \| ------------------------------------ \| ------------------ \| \| 1re \| Edita Pučinskaitė \| Lituanie \| SC Michela Fanini Record Rox \| 11 h 36 min 08 s \| \| 2e \| Nicole Brändli \| Suisse \| Prato Marathon Bike \| + 5 s \| \| 3e \| Joane Somarriba \| Espagne \| Bizkaia-Panda Spiuk-Durango \| + 3 min 25 s \| \| 4e \| Jolanta Polikevičiūtė \| Lituanie \| Team 2002 Aurora RSM \| + 4 min 15 s \| \| 5e \| Rasa Polikevičiūtė \| Lituanie \| Team 2002 Aurora RSM \| + 4 min 46 s \| \| 6e \| Zinaida Stahurskaia \| Biélorussie \| USC Chirio Forno d'Asolo \| + 5 min 28 s \| \| 7e \| Modesta Vžesniauskaitė \| Lituanie \| Acca Due O-Pasta Zara-Lorena Camicie \| + 5 min 48 s \| \| 8e \| Olivia Gollan \| Australie \| Australie \| + 5 min 53 s \| \| 9e \| Amber Neben \| États-Unis \| T-Mobile \| + 5 min 55 s \| \| 10e \| Teodora Ruano \| Espagne \| Espagne \| + 6 min 06 s \| |                        |             |                                      |                  |
| |                        |             |                                      |                  |
| |                        |             |                                      |                  |
| Classement général |                        |             |                                      |                  |
| Coureur | Coureur                | Pays        | Équipe                               | Temps            |
| 1re | Edita Pučinskaitė      | Lituanie    | SC Michela Fanini Record Rox         | 11 h 36 min 08 s |
| 2e | Nicole Brändli         | Suisse      | Prato Marathon Bike                  | + 5 s            |
| 3e | Joane Somarriba        | Espagne     | Bizkaia-Panda Spiuk-Durango          | + 3 min 25 s     |
| 4e | Jolanta Polikevičiūtė  | Lituanie    | Team 2002 Aurora RSM                 | + 4 min 15 s     |
| 5e | Rasa Polikevičiūtė     | Lituanie    | Team 2002 Aurora RSM                 | + 4 min 46 s     |
| 6e | Zinaida Stahurskaia    | Biélorussie | USC Chirio Forno d'Asolo             | + 5 min 28 s     |
| 7e | Modesta Vžesniauskaitė | Lituanie    | Acca Due O-Pasta Zara-Lorena Camicie | + 5 min 48 s     |
| 8e | Olivia Gollan          | Australie   | Australie                            | + 5 min 53 s     |
| 9e | Amber Neben            | États-Unis  | T-Mobile                             | + 5 min 55 s     |
| 10e | Teodora Ruano          | Espagne     | Espagne                              | + 6 min 06 s     |

### 5eétape
Un vent souffle dans le dos du peloton. Dans ces conditions, aucune échappée ne se forme. Les sœurs Polikevičiūtė ont notamment tenté. Au sprint, Regina Schleicher se montre de nouveau la plus rapide,.
| \| Classement de l'étape \| Classement de l'étape \| Classement de l'étape \| Classement de l'étape \| Classement de l'étape \| \| Coureur \| Coureur \| Pays \| Équipe \| Temps \| \| --------------------- \| ---------------------- \| --------------------- \| ------------------------------------ \| --------------------- \| \| 1re \| Regina Schleicher \| Allemagne \| USC Chirio Forno d'Asolo \| 2 h 22 min 01 s \| \| 2e \| Bertine Spijkerman \| Pays-Bas \| Ondernemers van Nature \| + 0 s \| \| 3e \| Katia Longhin \| Italie \| Acca Due O-Pasta Zara-Lorena Camicie \| + 0 s \| \| 4e \| Tania Belvederesi \| Italie \| Team Conero \| + 0 s \| \| 5e \| Valentina Alessio \| Italie \| Catalunya - Aliverti - Kookai \| + 0 s \| \| 6e \| Rochelle Gilmore \| Australie \| Acca Due O-Pasta Zara-Lorena Camicie \| + 0 s \| \| 7e \| Rosa Bravo \| Espagne \| Espagne \| + 0 s \| \| 8e \| Edita Kubelskienė \| Lituanie \| Team Fanini System Data \| + 0 s \| \| 9e \| Modesta Vžesniauskaitė \| Lituanie \| Acca Due O-Pasta Zara-Lorena Camicie \| + 0 s \| \| 10e \| Alessandra D'Ettorre \| Italie \| Cicli Fatato Composita 2 \| + 0 s \| |                        |           |                                      |                 |
| |                        |           |                                      |                 |
| |                        |           |                                      |                 |
| Classement de l'étape |                        |           |                                      |                 |
| Coureur | Coureur                | Pays      | Équipe                               | Temps           |
| 1re | Regina Schleicher      | Allemagne | USC Chirio Forno d'Asolo             | 2 h 22 min 01 s |
| 2e | Bertine Spijkerman     | Pays-Bas  | Ondernemers van Nature               | + 0 s           |
| 3e | Katia Longhin          | Italie    | Acca Due O-Pasta Zara-Lorena Camicie | + 0 s           |
| 4e | Tania Belvederesi      | Italie    | Team Conero                          | + 0 s           |
| 5e | Valentina Alessio      | Italie    | Catalunya - Aliverti - Kookai        | + 0 s           |
| 6e | Rochelle Gilmore       | Australie | Acca Due O-Pasta Zara-Lorena Camicie | + 0 s           |
| 7e | Rosa Bravo             | Espagne   | Espagne                              | + 0 s           |
| 8e | Edita Kubelskienė      | Lituanie  | Team Fanini System Data              | + 0 s           |
| 9e | Modesta Vžesniauskaitė | Lituanie  | Acca Due O-Pasta Zara-Lorena Camicie | + 0 s           |
| 10e | Alessandra D'Ettorre   | Italie    | Cicli Fatato Composita 2             | + 0 s           |

| \| Classement général \| Classement général \| Classement général \| Classement général \| Classement général \| \| Coureur \| Coureur \| Pays \| Équipe \| Temps \| \| ------------------ \| ---------------------- \| ------------------ \| ------------------------------------ \| ------------------ \| \| 1re \| Edita Pučinskaitė \| Lituanie \| SC Michela Fanini Record Rox \| 13 h 58 min 09 s \| \| 2e \| Nicole Brändli \| Suisse \| Prato Marathon Bike \| + 5 s \| \| 3e \| Joane Somarriba \| Espagne \| Bizkaia-Panda Spiuk-Durango \| + 3 min 25 s \| \| 4e \| Jolanta Polikevičiūtė \| Lituanie \| Team 2002 Aurora RSM \| + 4 min 15 s \| \| 5e \| Rasa Polikevičiūtė \| Lituanie \| Team 2002 Aurora RSM \| + 4 min 46 s \| \| 6e \| Zinaida Stahurskaia \| Biélorussie \| USC Chirio Forno d'Asolo \| + 5 min 28 s \| \| 7e \| Modesta Vžesniauskaitė \| Lituanie \| Acca Due O-Pasta Zara-Lorena Camicie \| + 5 min 48 s \| \| 8e \| Olivia Gollan \| Australie \| Australie \| + 5 min 53 s \| \| 9e \| Amber Neben \| États-Unis \| T-Mobile \| + 5 min 55 s \| \| 10e \| Teodora Ruano \| Espagne \| Espagne \| + 6 min 06 s \| |                        |             |                                      |                  |
| |                        |             |                                      |                  |
| |                        |             |                                      |                  |
| Classement général |                        |             |                                      |                  |
| Coureur | Coureur                | Pays        | Équipe                               | Temps            |
| 1re | Edita Pučinskaitė      | Lituanie    | SC Michela Fanini Record Rox         | 13 h 58 min 09 s |
| 2e | Nicole Brändli         | Suisse      | Prato Marathon Bike                  | + 5 s            |
| 3e | Joane Somarriba        | Espagne     | Bizkaia-Panda Spiuk-Durango          | + 3 min 25 s     |
| 4e | Jolanta Polikevičiūtė  | Lituanie    | Team 2002 Aurora RSM                 | + 4 min 15 s     |
| 5e | Rasa Polikevičiūtė     | Lituanie    | Team 2002 Aurora RSM                 | + 4 min 46 s     |
| 6e | Zinaida Stahurskaia    | Biélorussie | USC Chirio Forno d'Asolo             | + 5 min 28 s     |
| 7e | Modesta Vžesniauskaitė | Lituanie    | Acca Due O-Pasta Zara-Lorena Camicie | + 5 min 48 s     |
| 8e | Olivia Gollan          | Australie   | Australie                            | + 5 min 53 s     |
| 9e | Amber Neben            | États-Unis  | T-Mobile                             | + 5 min 55 s     |
| 10e | Teodora Ruano          | Espagne     | Espagne                              | + 6 min 06 s     |

### 6eétape
La vainqueur sortante Svetlana Boubnenkova, qui est loin du podium, ne prend pas le départ. Au kilomètre sept, Fabiana Luperini et Jennifer Manefield sortent du peloton. Elles sont rapidement reprises. Luperini attaque de nouveau par la suite avec d'autres coureuses de la sélection australienne. Si on les laisse pas partir, le peloton se réduit à soixante coureuses sous ces accélérations. Un groupe se sept se forme. Il s'agit de : Emma James, Silvia Parietti, Giorgia Bronzini, Natalia Katchalka, Dotsie Cowden, Alessandra Cappellotto et Luperini. Il reste en tête durant trente kilomètres. À deux kilomètres de la ligne, Mari Holden place une attaque qui n'est reprise que dans les derniers mètres. Regina Schleicher est la plus véloce,.
| \| Classement de l'étape \| Classement de l'étape \| Classement de l'étape \| Classement de l'étape \| Classement de l'étape \| \| Coureur \| Coureur \| Pays \| Équipe \| Temps \| \| --------------------- \| --------------------- \| --------------------- \| ------------------------------------ \| --------------------- \| \| 1re \| Regina Schleicher \| Allemagne \| USC Chirio Forno d'Asolo \| 2 h 11 min 26 s \| \| 2e \| Zinaida Stahurskaia \| Biélorussie \| USC Chirio Forno d'Asolo \| + 0 s \| \| 3e \| Olivia Gollan \| Australie \| Australie \| + 0 s \| \| 4e \| Andrea Bosman \| Pays-Bas \| Bik-Powerplate \| + 0 s \| \| 5e \| Edita Pučinskaitė \| Lituanie \| SC Michela Fanini Record Rox \| + 0 s \| \| 6e \| Katia Longhin \| Italie \| Acca Due O-Pasta Zara-Lorena Camicie \| + 0 s \| \| 7e \| Julia Martisova \| Russie \| SCF Cycling Team Pratomagno \| + 0 s \| \| 8e \| Jolanta Polikevičiūtė \| Lituanie \| Team 2002 Aurora RSM \| + 0 s \| \| 9e \| Tania Belvederesi \| Italie \| Team Conero \| + 0 s \| \| 10e \| Joane Somarriba \| Espagne \| Bizkaia-Panda Spiuk-Durango \| + 0 s \| |                       |             |                                      |                 |
| |                       |             |                                      |                 |
| |                       |             |                                      |                 |
| Classement de l'étape |                       |             |                                      |                 |
| Coureur | Coureur               | Pays        | Équipe                               | Temps           |
| 1re | Regina Schleicher     | Allemagne   | USC Chirio Forno d'Asolo             | 2 h 11 min 26 s |
| 2e | Zinaida Stahurskaia   | Biélorussie | USC Chirio Forno d'Asolo             | + 0 s           |
| 3e | Olivia Gollan         | Australie   | Australie                            | + 0 s           |
| 4e | Andrea Bosman         | Pays-Bas    | Bik-Powerplate                       | + 0 s           |
| 5e | Edita Pučinskaitė     | Lituanie    | SC Michela Fanini Record Rox         | + 0 s           |
| 6e | Katia Longhin         | Italie      | Acca Due O-Pasta Zara-Lorena Camicie | + 0 s           |
| 7e | Julia Martisova       | Russie      | SCF Cycling Team Pratomagno          | + 0 s           |
| 8e | Jolanta Polikevičiūtė | Lituanie    | Team 2002 Aurora RSM                 | + 0 s           |
| 9e | Tania Belvederesi     | Italie      | Team Conero                          | + 0 s           |
| 10e | Joane Somarriba       | Espagne     | Bizkaia-Panda Spiuk-Durango          | + 0 s           |

| \| Classement général \| Classement général \| Classement général \| Classement général \| Classement général \| \| Coureur \| Coureur \| Pays \| Équipe \| Temps \| \| ------------------ \| ---------------------- \| ------------------ \| ------------------------------------ \| ------------------ \| \| 1re \| Edita Pučinskaitė \| Lituanie \| SC Michela Fanini Record Rox \| 16 h 09 min 35 s \| \| 2e \| Nicole Brändli \| Suisse \| Prato Marathon Bike \| + 5 s \| \| 3e \| Joane Somarriba \| Espagne \| Bizkaia-Panda Spiuk-Durango \| + 3 min 25 s \| \| 4e \| Jolanta Polikevičiūtė \| Lituanie \| Team 2002 Aurora RSM \| + 4 min 15 s \| \| 5e \| Rasa Polikevičiūtė \| Lituanie \| Team 2002 Aurora RSM \| + 4 min 46 s \| \| 6e \| Zinaida Stahurskaia \| Biélorussie \| USC Chirio Forno d'Asolo \| + 5 min 22 s \| \| 7e \| Modesta Vžesniauskaitė \| Lituanie \| Acca Due O-Pasta Zara-Lorena Camicie \| + 5 min 48 s \| \| 8e \| Olivia Gollan \| Australie \| Australie \| + 5 min 49 s \| \| 9e \| Amber Neben \| États-Unis \| T-Mobile \| + 5 min 55 s \| \| 10e \| Teodora Ruano \| Espagne \| Espagne \| + 6 min 06 s \| |                        |             |                                      |                  |
| |                        |             |                                      |                  |
| |                        |             |                                      |                  |
| Classement général |                        |             |                                      |                  |
| Coureur | Coureur                | Pays        | Équipe                               | Temps            |
| 1re | Edita Pučinskaitė      | Lituanie    | SC Michela Fanini Record Rox         | 16 h 09 min 35 s |
| 2e | Nicole Brändli         | Suisse      | Prato Marathon Bike                  | + 5 s            |
| 3e | Joane Somarriba        | Espagne     | Bizkaia-Panda Spiuk-Durango          | + 3 min 25 s     |
| 4e | Jolanta Polikevičiūtė  | Lituanie    | Team 2002 Aurora RSM                 | + 4 min 15 s     |
| 5e | Rasa Polikevičiūtė     | Lituanie    | Team 2002 Aurora RSM                 | + 4 min 46 s     |
| 6e | Zinaida Stahurskaia    | Biélorussie | USC Chirio Forno d'Asolo             | + 5 min 22 s     |
| 7e | Modesta Vžesniauskaitė | Lituanie    | Acca Due O-Pasta Zara-Lorena Camicie | + 5 min 48 s     |
| 8e | Olivia Gollan          | Australie   | Australie                            | + 5 min 49 s     |
| 9e | Amber Neben            | États-Unis  | T-Mobile                             | + 5 min 55 s     |
| 10e | Teodora Ruano          | Espagne     | Espagne                              | + 6 min 06 s     |

### 7eétape, secteur a
L'étape est parfaitement plate. Malgré les attaques, un nouveau sprint a lieu avec pour la quatrième fois consécutive Regina Schleicher comme vainqueur,.
| \| Classement de l'étape \| Classement de l'étape \| Classement de l'étape \| Classement de l'étape \| Classement de l'étape \| \| Coureur \| Coureur \| Pays \| Équipe \| Temps \| \| --------------------- \| --------------------- \| --------------------- \| ------------------------------------ \| --------------------- \| \| 1re \| Regina Schleicher \| Allemagne \| USC Chirio Forno d'Asolo \| 1 h 03 min 03 s \| \| 2e \| Rochelle Gilmore \| Australie \| Acca Due O-Pasta Zara-Lorena Camicie \| + 0 s \| \| 3e \| Giorgia Bronzini \| Italie \| Acca Due O-Pasta Zara-Lorena Camicie \| + 0 s \| \| 4e \| Vania Rossi \| Italie \| Team Conero \| + 0 s \| \| 5e \| Katia Longhin \| Italie \| Acca Due O-Pasta Zara-Lorena Camicie \| + 0 s \| \| 6e \| Giovanna Troldi \| Italie \| Cicli Fatato Composita 2 \| + 0 s \| \| 7e \| Tania Belvederesi \| Italie \| Team Conero \| + 0 s \| \| 8e \| Julia Martisova \| Russie \| SCF Cycling Team Pratomagno \| + 0 s \| \| 9e \| Sigrid Corneo \| Italie \| Road Runner-Guerciotti Cycling \| + 0 s \| \| 10e \| Barbara Cazzaniga \| Italie \| Road Runner-Guerciotti Cycling \| + 0 s \| |                   |           |                                      |                 |
| |                   |           |                                      |                 |
| |                   |           |                                      |                 |
| Classement de l'étape |                   |           |                                      |                 |
| Coureur | Coureur           | Pays      | Équipe                               | Temps           |
| 1re | Regina Schleicher | Allemagne | USC Chirio Forno d'Asolo             | 1 h 03 min 03 s |
| 2e | Rochelle Gilmore  | Australie | Acca Due O-Pasta Zara-Lorena Camicie | + 0 s           |
| 3e | Giorgia Bronzini  | Italie    | Acca Due O-Pasta Zara-Lorena Camicie | + 0 s           |
| 4e | Vania Rossi       | Italie    | Team Conero                          | + 0 s           |
| 5e | Katia Longhin     | Italie    | Acca Due O-Pasta Zara-Lorena Camicie | + 0 s           |
| 6e | Giovanna Troldi   | Italie    | Cicli Fatato Composita 2             | + 0 s           |
| 7e | Tania Belvederesi | Italie    | Team Conero                          | + 0 s           |
| 8e | Julia Martisova   | Russie    | SCF Cycling Team Pratomagno          | + 0 s           |
| 9e | Sigrid Corneo     | Italie    | Road Runner-Guerciotti Cycling       | + 0 s           |
| 10e | Barbara Cazzaniga | Italie    | Road Runner-Guerciotti Cycling       | + 0 s           |

| \| Classement général \| Classement général \| Classement général \| Classement général \| Classement général \| \| Coureur \| Coureur \| Pays \| Équipe \| Temps \| \| ------------------ \| ---------------------- \| ------------------ \| ------------------------------------ \| ------------------ \| \| 1re \| Edita Pučinskaitė \| Lituanie \| SC Michela Fanini Record Rox \| 17 h 12 min 38 s \| \| 2e \| Nicole Brändli \| Suisse \| Prato Marathon Bike \| + 5 s \| \| 3e \| Joane Somarriba \| Espagne \| Bizkaia-Panda Spiuk-Durango \| + 3 min 25 s \| \| 4e \| Jolanta Polikevičiūtė \| Lituanie \| Team 2002 Aurora RSM \| + 4 min 15 s \| \| 5e \| Rasa Polikevičiūtė \| Lituanie \| Team 2002 Aurora RSM \| + 4 min 46 s \| \| 6e \| Zinaida Stahurskaia \| Biélorussie \| USC Chirio Forno d'Asolo \| + 5 min 22 s \| \| 7e \| Modesta Vžesniauskaitė \| Lituanie \| Acca Due O-Pasta Zara-Lorena Camicie \| + 5 min 48 s \| \| 8e \| Olivia Gollan \| Australie \| Australie \| + 5 min 49 s \| \| 9e \| Amber Neben \| États-Unis \| T-Mobile \| + 5 min 55 s \| \| 10e \| Teodora Ruano \| Espagne \| Espagne \| + 6 min 06 s \| |                        |             |                                      |                  |
| |                        |             |                                      |                  |
| |                        |             |                                      |                  |
| Classement général |                        |             |                                      |                  |
| Coureur | Coureur                | Pays        | Équipe                               | Temps            |
| 1re | Edita Pučinskaitė      | Lituanie    | SC Michela Fanini Record Rox         | 17 h 12 min 38 s |
| 2e | Nicole Brändli         | Suisse      | Prato Marathon Bike                  | + 5 s            |
| 3e | Joane Somarriba        | Espagne     | Bizkaia-Panda Spiuk-Durango          | + 3 min 25 s     |
| 4e | Jolanta Polikevičiūtė  | Lituanie    | Team 2002 Aurora RSM                 | + 4 min 15 s     |
| 5e | Rasa Polikevičiūtė     | Lituanie    | Team 2002 Aurora RSM                 | + 4 min 46 s     |
| 6e | Zinaida Stahurskaia    | Biélorussie | USC Chirio Forno d'Asolo             | + 5 min 22 s     |
| 7e | Modesta Vžesniauskaitė | Lituanie    | Acca Due O-Pasta Zara-Lorena Camicie | + 5 min 48 s     |
| 8e | Olivia Gollan          | Australie   | Australie                            | + 5 min 49 s     |
| 9e | Amber Neben            | États-Unis  | T-Mobile                             | + 5 min 55 s     |
| 10e | Teodora Ruano          | Espagne     | Espagne                              | + 6 min 06 s     |

### 7eétape, secteur b
Le circuit fait 7 km de long et est technique. Une échappée se forme avec Kim Anderson, Lorian Graham, Ghita Beltman, Sigrid Corneo, Francesca Castrucci, Alessandra D'Ettorre, Meredith Miller et Katia Longhin. Acca Due O profite de son avantage numérique et Longhin s'impose dans le sprint du groupe,.
| \| Classement de l'étape \| Classement de l'étape \| Classement de l'étape \| Classement de l'étape \| Classement de l'étape \| \| Coureur \| Coureur \| Pays \| Équipe \| Temps \| \| --------------------- \| --------------------- \| --------------------- \| ------------------------------------ \| --------------------- \| \| 1re \| Katia Longhin \| Italie \| Acca Due O-Pasta Zara-Lorena Camicie \| 58 min 21 s \| \| 2e \| Alessandra D'Ettorre \| Italie \| Cicli Fatato Composita 2 \| + 0 s \| \| 3e \| Meredith Miller \| États-Unis \| S.A.T.S \| + 0 s \| \| 4e \| Francesca Castrucci \| Italie \| Prato Marathon Bike \| + 0 s \| \| 5e \| Kimberly Anderson \| États-Unis \| T-Mobile \| + 0 s \| \| 6e \| Lorian Graham \| Australie \| Australie \| + 0 s \| \| 7e \| Ghita Beltman \| Pays-Bas \| Acca Due O-Pasta Zara-Lorena Camicie \| + 0 s \| \| 8e \| Sigrid Corneo \| Italie \| Road Runner-Guerciotti Cycling \| + 0 s \| \| 9e \| Rochelle Gilmore \| Australie \| Acca Due O-Pasta Zara-Lorena Camicie \| + 44 s \| \| 10e \| Bertine Spijkerman \| Pays-Bas \| Ondernemers van Nature \| + 44 s \| |                      |            |                                      |             |
| |                      |            |                                      |             |
| |                      |            |                                      |             |
| Classement de l'étape |                      |            |                                      |             |
| Coureur | Coureur              | Pays       | Équipe                               | Temps       |
| 1re | Katia Longhin        | Italie     | Acca Due O-Pasta Zara-Lorena Camicie | 58 min 21 s |
| 2e | Alessandra D'Ettorre | Italie     | Cicli Fatato Composita 2             | + 0 s       |
| 3e | Meredith Miller      | États-Unis | S.A.T.S                              | + 0 s       |
| 4e | Francesca Castrucci  | Italie     | Prato Marathon Bike                  | + 0 s       |
| 5e | Kimberly Anderson    | États-Unis | T-Mobile                             | + 0 s       |
| 6e | Lorian Graham        | Australie  | Australie                            | + 0 s       |
| 7e | Ghita Beltman        | Pays-Bas   | Acca Due O-Pasta Zara-Lorena Camicie | + 0 s       |
| 8e | Sigrid Corneo        | Italie     | Road Runner-Guerciotti Cycling       | + 0 s       |
| 9e | Rochelle Gilmore     | Australie  | Acca Due O-Pasta Zara-Lorena Camicie | + 44 s      |
| 10e | Bertine Spijkerman   | Pays-Bas   | Ondernemers van Nature               | + 44 s      |

| \| Classement général \| Classement général \| Classement général \| Classement général \| Classement général \| \| Coureur \| Coureur \| Pays \| Équipe \| Temps \| \| ------------------ \| ---------------------- \| ------------------ \| ------------------------------------ \| ------------------ \| \| 1re \| Edita Pučinskaitė \| Lituanie \| SC Michela Fanini Record Rox \| 18 h 11 min 43 s \| \| 2e \| Nicole Brändli \| Suisse \| Prato Marathon Bike \| + 5 s \| \| 3e \| Joane Somarriba \| Espagne \| Bizkaia-Panda Spiuk-Durango \| + 3 min 25 s \| \| 4e \| Jolanta Polikevičiūtė \| Lituanie \| Team 2002 Aurora RSM \| + 4 min 15 s \| \| 5e \| Rasa Polikevičiūtė \| Lituanie \| Team 2002 Aurora RSM \| + 4 min 46 s \| \| 6e \| Zinaida Stahurskaia \| Biélorussie \| USC Chirio Forno d'Asolo \| + 5 min 22 s \| \| 7e \| Modesta Vžesniauskaitė \| Lituanie \| Acca Due O-Pasta Zara-Lorena Camicie \| + 5 min 48 s \| \| 8e \| Olivia Gollan \| Australie \| Australie \| + 5 min 49 s \| \| 9e \| Amber Neben \| États-Unis \| T-Mobile \| + 5 min 55 s \| \| 10e \| Teodora Ruano \| Espagne \| Espagne \| + 6 min 06 s \| |                        |             |                                      |                  |
| |                        |             |                                      |                  |
| |                        |             |                                      |                  |
| Classement général |                        |             |                                      |                  |
| Coureur | Coureur                | Pays        | Équipe                               | Temps            |
| 1re | Edita Pučinskaitė      | Lituanie    | SC Michela Fanini Record Rox         | 18 h 11 min 43 s |
| 2e | Nicole Brändli         | Suisse      | Prato Marathon Bike                  | + 5 s            |
| 3e | Joane Somarriba        | Espagne     | Bizkaia-Panda Spiuk-Durango          | + 3 min 25 s     |
| 4e | Jolanta Polikevičiūtė  | Lituanie    | Team 2002 Aurora RSM                 | + 4 min 15 s     |
| 5e | Rasa Polikevičiūtė     | Lituanie    | Team 2002 Aurora RSM                 | + 4 min 46 s     |
| 6e | Zinaida Stahurskaia    | Biélorussie | USC Chirio Forno d'Asolo             | + 5 min 22 s     |
| 7e | Modesta Vžesniauskaitė | Lituanie    | Acca Due O-Pasta Zara-Lorena Camicie | + 5 min 48 s     |
| 8e | Olivia Gollan          | Australie   | Australie                            | + 5 min 49 s     |
| 9e | Amber Neben            | États-Unis  | T-Mobile                             | + 5 min 55 s     |
| 10e | Teodora Ruano          | Espagne     | Espagne                              | + 6 min 06 s     |

### 8eétape
Il fait chaud. Aucune échappée ne parvient à prendre plus de quelques secondes. Regina Schleicher se met au service de Zinaida Stahurskaia, qui passe la ligne en première, mais son sprint est jugé irrégulier et elle est déclassée. Rochelle Gilmore est déclarée vainqueur,,.
| \| Classement de l'étape \| Classement de l'étape \| Classement de l'étape \| Classement de l'étape \| Classement de l'étape \| \| Coureur \| Coureur \| Pays \| Équipe \| Temps \| \| --------------------- \| --------------------- \| --------------------- \| ------------------------------------ \| --------------------- \| \| 1re \| Rochelle Gilmore \| Australie \| Acca Due O-Pasta Zara-Lorena Camicie \| 3 h 51 min 07 s \| \| 2e \| Bertine Spijkerman \| Pays-Bas \| Ondernemers van Nature \| + 0 s \| \| 3e \| Valentina Alessio \| Italie \| Catalunya - Aliverti - Kookai \| + 0 s \| \| 4e \| Julia Martisova \| Russie \| SCF Cycling Team Pratomagno \| + 0 s \| \| 5e \| Olivia Gollan \| Australie \| Australie \| + 0 s \| \| 6e \| Lynn Gaggioli \| États-Unis \| Cicli Fatato Composita 2 \| + 0 s \| \| 7e \| Francesca Castrucci \| Italie \| Prato Marathon Bike \| + 0 s \| \| 8e \| Edita Kubelskienė \| Lituanie \| Team Fanini System Data \| + 0 s \| \| 9e \| Tania Belvederesi \| Italie \| Team Conero \| + 0 s \| \| 10e \| Regina Schleicher \| Allemagne \| USC Chirio Forno d'Asolo \| + 0 s \| |                     |            |                                      |                 |
| |                     |            |                                      |                 |
| |                     |            |                                      |                 |
| Classement de l'étape |                     |            |                                      |                 |
| Coureur | Coureur             | Pays       | Équipe                               | Temps           |
| 1re | Rochelle Gilmore    | Australie  | Acca Due O-Pasta Zara-Lorena Camicie | 3 h 51 min 07 s |
| 2e | Bertine Spijkerman  | Pays-Bas   | Ondernemers van Nature               | + 0 s           |
| 3e | Valentina Alessio   | Italie     | Catalunya - Aliverti - Kookai        | + 0 s           |
| 4e | Julia Martisova     | Russie     | SCF Cycling Team Pratomagno          | + 0 s           |
| 5e | Olivia Gollan       | Australie  | Australie                            | + 0 s           |
| 6e | Lynn Gaggioli       | États-Unis | Cicli Fatato Composita 2             | + 0 s           |
| 7e | Francesca Castrucci | Italie     | Prato Marathon Bike                  | + 0 s           |
| 8e | Edita Kubelskienė   | Lituanie   | Team Fanini System Data              | + 0 s           |
| 9e | Tania Belvederesi   | Italie     | Team Conero                          | + 0 s           |
| 10e | Regina Schleicher   | Allemagne  | USC Chirio Forno d'Asolo             | + 0 s           |

| \| Classement général \| Classement général \| Classement général \| Classement général \| Classement général \| \| Coureur \| Coureur \| Pays \| Équipe \| Temps \| \| ------------------ \| ---------------------- \| ------------------ \| ------------------------------------ \| ------------------ \| \| 1re \| Edita Pučinskaitė \| Lituanie \| SC Michela Fanini Record Rox \| 22 h 02 min 50 s \| \| 2e \| Nicole Brändli \| Suisse \| Prato Marathon Bike \| + 5 s \| \| 3e \| Joane Somarriba \| Espagne \| Bizkaia-Panda Spiuk-Durango \| + 3 min 25 s \| \| 4e \| Jolanta Polikevičiūtė \| Lituanie \| Team 2002 Aurora RSM \| + 4 min 15 s \| \| 5e \| Rasa Polikevičiūtė \| Lituanie \| Team 2002 Aurora RSM \| + 4 min 46 s \| \| 6e \| Zinaida Stahurskaia \| Biélorussie \| USC Chirio Forno d'Asolo \| + 5 min 22 s \| \| 7e \| Modesta Vžesniauskaitė \| Lituanie \| Acca Due O-Pasta Zara-Lorena Camicie \| + 5 min 48 s \| \| 8e \| Olivia Gollan \| Australie \| Australie \| + 5 min 49 s \| \| 9e \| Amber Neben \| États-Unis \| T-Mobile \| + 5 min 55 s \| \| 10e \| Teodora Ruano \| Espagne \| Espagne \| + 6 min 06 s \| |                        |             |                                      |                  |
| |                        |             |                                      |                  |
| |                        |             |                                      |                  |
| Classement général |                        |             |                                      |                  |
| Coureur | Coureur                | Pays        | Équipe                               | Temps            |
| 1re | Edita Pučinskaitė      | Lituanie    | SC Michela Fanini Record Rox         | 22 h 02 min 50 s |
| 2e | Nicole Brändli         | Suisse      | Prato Marathon Bike                  | + 5 s            |
| 3e | Joane Somarriba        | Espagne     | Bizkaia-Panda Spiuk-Durango          | + 3 min 25 s     |
| 4e | Jolanta Polikevičiūtė  | Lituanie    | Team 2002 Aurora RSM                 | + 4 min 15 s     |
| 5e | Rasa Polikevičiūtė     | Lituanie    | Team 2002 Aurora RSM                 | + 4 min 46 s     |
| 6e | Zinaida Stahurskaia    | Biélorussie | USC Chirio Forno d'Asolo             | + 5 min 22 s     |
| 7e | Modesta Vžesniauskaitė | Lituanie    | Acca Due O-Pasta Zara-Lorena Camicie | + 5 min 48 s     |
| 8e | Olivia Gollan          | Australie   | Australie                            | + 5 min 49 s     |
| 9e | Amber Neben            | États-Unis  | T-Mobile                             | + 5 min 55 s     |
| 10e | Teodora Ruano          | Espagne     | Espagne                              | + 6 min 06 s     |

### 9eétape
Loes Gunnewijk remporte le contre-la-montre devant Kimberly Bruckner et Joane Somarriba. Pour le classement général, les deux premières du classement général partent sur un pied d'égalité. Edita Pučinskaitė a été troisième du championnat du monde contre-la-montre en 1999, tandis que Nicole Brändli a été deuxième en 2001 et 2002. Edita Pučinskaitė parvient à maintenir l'écart constant face à Nicole Brändli jusqu'à mi-parcours mais céder du terrain sur la fin. Nicole Brändli remporte ainsi le classement général,.
| \| Classement de l'étape \| Classement de l'étape \| Classement de l'étape \| Classement de l'étape \| Classement de l'étape \| \| Coureur \| Coureur \| Pays \| Équipe \| Temps \| \| --------------------- \| --------------------- \| --------------------- \| ----------------------------- \| --------------------- \| \| 1re \| Loes Gunnewijk \| Pays-Bas \| Ondernemers van Nature \| 32 min 24 s \| \| 2e \| Kimberly Bruckner \| États-Unis \| T-Mobile \| + 6 s \| \| 3e \| Joane Somarriba \| Espagne \| Bizkaia-Panda Spiuk-Durango \| + 8 s \| \| 4e \| Giovanna Troldi \| Italie \| Cicli Fatato Composita 2 \| + 13 s \| \| 5e \| Amber Neben \| États-Unis \| T-Mobile \| + 18 s \| \| 6e \| Olivia Gollan \| Australie \| Australie \| + 24 s \| \| 7e \| Teodora Ruano \| Espagne \| Espagne \| + 45 s \| \| 8e \| Trine Hansen \| Royaume du Danemark \| S.A.T.S \| + 53 s \| \| 9e \| Rasa Polikevičiūtė \| Lituanie \| Team 2002 Aurora RSM \| + 1 min 02 s \| \| 10e \| Marianna Lorenzoni \| Italie \| Catalunya - Aliverti - Kookai \| + 1 min 05 s \| |                    |                     |                               |              |
| |                    |                     |                               |              |
| |                    |                     |                               |              |
| Classement de l'étape |                    |                     |                               |              |
| Coureur | Coureur            | Pays                | Équipe                        | Temps        |
| 1re | Loes Gunnewijk     | Pays-Bas            | Ondernemers van Nature        | 32 min 24 s  |
| 2e | Kimberly Bruckner  | États-Unis          | T-Mobile                      | + 6 s        |
| 3e | Joane Somarriba    | Espagne             | Bizkaia-Panda Spiuk-Durango   | + 8 s        |
| 4e | Giovanna Troldi    | Italie              | Cicli Fatato Composita 2      | + 13 s       |
| 5e | Amber Neben        | États-Unis          | T-Mobile                      | + 18 s       |
| 6e | Olivia Gollan      | Australie           | Australie                     | + 24 s       |
| 7e | Teodora Ruano      | Espagne             | Espagne                       | + 45 s       |
| 8e | Trine Hansen       | Royaume du Danemark | S.A.T.S                       | + 53 s       |
| 9e | Rasa Polikevičiūtė | Lituanie            | Team 2002 Aurora RSM          | + 1 min 02 s |
| 10e | Marianna Lorenzoni | Italie              | Catalunya - Aliverti - Kookai | + 1 min 05 s |

| \| Classement général \| Classement général \| Classement général \| Classement général \| Classement général \| \| Coureur \| Coureur \| Pays \| Équipe \| Temps \| \| ------------------ \| --------------------- \| ------------------ \| ---------------------------- \| ------------------ \| \| 1re \| Nicole Brändli \| Suisse \| Prato Marathon Bike \| 22 h 36 min 32 s \| \| 2e \| Edita Pučinskaitė \| Lituanie \| SC Michela Fanini Record Rox \| + 17 s \| \| 3e \| Joane Somarriba \| Espagne \| Bizkaia-Panda Spiuk-Durango \| + 2 min 15 s \| \| 4e \| Jolanta Polikevičiūtė \| Lituanie \| Team 2002 Aurora RSM \| + 4 min 27 s \| \| 5e \| Rasa Polikevičiūtė \| Lituanie \| Team 2002 Aurora RSM \| + 4 min 30 s \| \| 6e \| Olivia Gollan \| Australie \| Australie \| + 4 min 55 s \| \| 7e \| Amber Neben \| États-Unis \| T-Mobile \| + 4 min 55 s \| \| 8e \| Kimberly Bruckner \| États-Unis \| T-Mobile \| + 5 min 09 s \| \| 9e \| Zinaida Stahurskaia \| Biélorussie \| USC Chirio Forno d'Asolo \| + 5 min 19 s \| \| 10e \| Teodora Ruano \| Espagne \| Espagne \| + 5 min 33 s \| |                       |             |                              |                  |
| |                       |             |                              |                  |
| |                       |             |                              |                  |
| Classement général |                       |             |                              |                  |
| Coureur | Coureur               | Pays        | Équipe                       | Temps            |
| 1re | Nicole Brändli        | Suisse      | Prato Marathon Bike          | 22 h 36 min 32 s |
| 2e | Edita Pučinskaitė     | Lituanie    | SC Michela Fanini Record Rox | + 17 s           |
| 3e | Joane Somarriba       | Espagne     | Bizkaia-Panda Spiuk-Durango  | + 2 min 15 s     |
| 4e | Jolanta Polikevičiūtė | Lituanie    | Team 2002 Aurora RSM         | + 4 min 27 s     |
| 5e | Rasa Polikevičiūtė    | Lituanie    | Team 2002 Aurora RSM         | + 4 min 30 s     |
| 6e | Olivia Gollan         | Australie   | Australie                    | + 4 min 55 s     |
| 7e | Amber Neben           | États-Unis  | T-Mobile                     | + 4 min 55 s     |
| 8e | Kimberly Bruckner     | États-Unis  | T-Mobile                     | + 5 min 09 s     |
| 9e | Zinaida Stahurskaia   | Biélorussie | USC Chirio Forno d'Asolo     | + 5 min 19 s     |
| 10e | Teodora Ruano         | Espagne     | Espagne                      | + 5 min 33 s     |

## Classement général final
| \| Classement général \| Classement général \| Classement général \| Classement général \| Classement général \| \| Coureuse \| Coureuse \| Pays \| Équipe \| Temps \| \| ------------------ \| --------------------- \| ------------------ \| ---------------------------- \| ------------------ \| \| 1re \| Nicole Brändli \| Suisse \| Prato Marathon Bike \| 22 h 36 min 32 s \| \| 2e \| Edita Pučinskaitė \| Lituanie \| SC Michela Fanini Record Rox \| + 17 s \| \| 3e \| Joane Somarriba \| Espagne \| Bizkaia-Panda Spiuk-Durango \| + 2 min 15 s \| \| 4e \| Jolanta Polikevičiūtė \| Lituanie \| Team 2002 Aurora RSM \| + 4 min 27 s \| \| 5e \| Rasa Polikevičiūtė \| Lituanie \| Team 2002 Aurora RSM \| + 4 min 30 s \| \| 6e \| Olivia Gollan \| Australie \| Australie \| + 4 min 55 s \| \| 7e \| Amber Neben \| États-Unis \| T-Mobile \| + 4 min 55 s \| \| 8e \| Kimberly Bruckner \| États-Unis \| T-Mobile \| + 5 min 09 s \| \| 9e \| Zinaida Stahurskaia \| Biélorussie \| USC Chirio Forno d'Asolo \| + 5 min 19 s \| \| 10e \| Teodora Ruano \| Espagne \| Espagne \| + 5 min 33 s \| |                       |             |                              |                  |
| |                       |             |                              |                  |
| |                       |             |                              |                  |
| Classement général |                       |             |                              |                  |
| Coureuse | Coureuse              | Pays        | Équipe                       | Temps            |
| 1re | Nicole Brändli        | Suisse      | Prato Marathon Bike          | 22 h 36 min 32 s |
| 2e | Edita Pučinskaitė     | Lituanie    | SC Michela Fanini Record Rox | + 17 s           |
| 3e | Joane Somarriba       | Espagne     | Bizkaia-Panda Spiuk-Durango  | + 2 min 15 s     |
| 4e | Jolanta Polikevičiūtė | Lituanie    | Team 2002 Aurora RSM         | + 4 min 27 s     |
| 5e | Rasa Polikevičiūtė    | Lituanie    | Team 2002 Aurora RSM         | + 4 min 30 s     |
| 6e | Olivia Gollan         | Australie   | Australie                    | + 4 min 55 s     |
| 7e | Amber Neben           | États-Unis  | T-Mobile                     | + 4 min 55 s     |
| 8e | Kimberly Bruckner     | États-Unis  | T-Mobile                     | + 5 min 09 s     |
| 9e | Zinaida Stahurskaia   | Biélorussie | USC Chirio Forno d'Asolo     | + 5 min 19 s     |
| 10e | Teodora Ruano         | Espagne     | Espagne                      | + 5 min 33 s     |

## Classements annexes
| Classement par points | Classement par points | Classement par points | Classement par points                | Classement par points |
| Coureuse              | Coureuse              | Pays                  | Équipe                               | Points                |
| --------------------- | --------------------- | --------------------- | ------------------------------------ | --------------------- |
| 1re                   | Regina Schleicher     | Allemagne             | USC Chirio Forno d'Asolo             | 61 pts                |
| 2e                    | Zinaida Stahurskaia   | Biélorussie           | USC Chirio Forno d'Asolo             | 48 pts                |
| 3e                    | Bertine Spijkerman    | Pays-Bas              | Ondernemers van Nature               | 40 pts                |
| 4e                    | Edita Pučinskaitė     | Lituanie              | SC Michela Fanini Record Rox         | 40 pts                |
| 5e                    | Katia Longhin         | Italie                | Acca Due O-Pasta Zara-Lorena Camicie | 36 pts                |
| 6e                    | Joane Somarriba       | Espagne               | Bizkaia-Panda Spiuk-Durango          | 35 pts                |
| 7e                    | Jolanta Polikevičiūtė | Lituanie              | Team 2002 Aurora RSM                 | 29 pts                |
| 8e                    | Nicole Brändli        | Suisse                | Prato Marathon Bike                  | 28 pts                |
| 9e                    | Olivia Gollan         | Australie             | Australie                            | 26 pts                |
| 10e                   | Loes Gunnewijk        | Pays-Bas              | Ondernemers van Nature               | 21 pts                |

| Classement par points | Classement par points | Classement par points | Classement par points                | Classement par points |
| Coureuse              | Coureuse              | Pays                  | Équipe                               | Points                |
| --------------------- | --------------------- | --------------------- | ------------------------------------ | --------------------- |
| 1re                   | Regina Schleicher     | Allemagne             | USC Chirio Forno d'Asolo             | 61 pts                |
| 2e                    | Zinaida Stahurskaia   | Biélorussie           | USC Chirio Forno d'Asolo             | 48 pts                |
| 3e                    | Bertine Spijkerman    | Pays-Bas              | Ondernemers van Nature               | 40 pts                |
| 4e                    | Edita Pučinskaitė     | Lituanie              | SC Michela Fanini Record Rox         | 40 pts                |
| 5e                    | Katia Longhin         | Italie                | Acca Due O-Pasta Zara-Lorena Camicie | 36 pts                |
| 6e                    | Joane Somarriba       | Espagne               | Bizkaia-Panda Spiuk-Durango          | 35 pts                |
| 7e                    | Jolanta Polikevičiūtė | Lituanie              | Team 2002 Aurora RSM                 | 29 pts                |
| 8e                    | Nicole Brändli        | Suisse                | Prato Marathon Bike                  | 28 pts                |
| 9e                    | Olivia Gollan         | Australie             | Australie                            | 26 pts                |
| 10e                   | Loes Gunnewijk        | Pays-Bas              | Ondernemers van Nature               | 21 pts                |

| Classement de la montagne | Classement de la montagne | Classement de la montagne | Classement de la montagne    | Classement de la montagne |
| Coureuse                  | Coureuse                  | Pays                      | Équipe                       | Points                    |
| ------------------------- | ------------------------- | ------------------------- | ---------------------------- | ------------------------- |
| 1re                       | Jolanta Polikevičiūtė     | Lituanie                  | Team 2002 Aurora RSM         | 65 pts                    |
| 2e                        | Edita Pučinskaitė         | Lituanie                  | SC Michela Fanini Record Rox | 52 pts                    |
| 3e                        | Zinaida Stahurskaia       | Biélorussie               | USC Chirio Forno d'Asolo     | 51 pts                    |
| 4e                        | Nicole Brändli            | Suisse                    | Prato Marathon Bike          | 48 pts                    |
| 5e                        | Joane Somarriba           | Espagne                   | Bizkaia-Panda Spiuk-Durango  | 34 pts                    |
| 6e                        | Rasa Polikevičiūtė        | Lituanie                  | Team 2002 Aurora RSM         | 26 pts                    |
| 7e                        | Oenone Wood               | Australie                 | Australie                    | 16 pts                    |
| 8e                        | Regina Schleicher         | Allemagne                 | USC Chirio Forno d'Asolo     | 9 pts                     |
| 9e                        | Fabiana Luperini          | Italie                    | Team 2002 Aurora RSM         | 7 pts                     |
| 10e                       | Eneritz Iturriaga         | Espagne                   | Team 2002 Aurora RSM         | 7 pts                     |

| Classement de la montagne | Classement de la montagne | Classement de la montagne | Classement de la montagne    | Classement de la montagne |
| Coureuse                  | Coureuse                  | Pays                      | Équipe                       | Points                    |
| ------------------------- | ------------------------- | ------------------------- | ---------------------------- | ------------------------- |
| 1re                       | Jolanta Polikevičiūtė     | Lituanie                  | Team 2002 Aurora RSM         | 65 pts                    |
| 2e                        | Edita Pučinskaitė         | Lituanie                  | SC Michela Fanini Record Rox | 52 pts                    |
| 3e                        | Zinaida Stahurskaia       | Biélorussie               | USC Chirio Forno d'Asolo     | 51 pts                    |
| 4e                        | Nicole Brändli            | Suisse                    | Prato Marathon Bike          | 48 pts                    |
| 5e                        | Joane Somarriba           | Espagne                   | Bizkaia-Panda Spiuk-Durango  | 34 pts                    |
| 6e                        | Rasa Polikevičiūtė        | Lituanie                  | Team 2002 Aurora RSM         | 26 pts                    |
| 7e                        | Oenone Wood               | Australie                 | Australie                    | 16 pts                    |
| 8e                        | Regina Schleicher         | Allemagne                 | USC Chirio Forno d'Asolo     | 9 pts                     |
| 9e                        | Fabiana Luperini          | Italie                    | Team 2002 Aurora RSM         | 7 pts                     |
| 10e                       | Eneritz Iturriaga         | Espagne                   | Team 2002 Aurora RSM         | 7 pts                     |

| Classement du meilleur jeune | Classement du meilleur jeune | Classement du meilleur jeune | Classement du meilleur jeune         | Classement du meilleur jeune |
| Coureuse                     | Coureuse                     | Pays                         | Équipe                               | Temps                        |
| ---------------------------- | ---------------------------- | ---------------------------- | ------------------------------------ | ---------------------------- |
| 1re                          | Modesta Vžesniauskaitė       | Lituanie                     | Acca Due O-Pasta Zara-Lorena Camicie | 22 h 42 min 59 s             |
| 2e                           | Eneritz Iturriaga            | Espagne                      | Team 2002 Aurora RSM                 | + 39 s                       |
| 3e                           | Oenone Wood                  | Australie                    | Australie                            | + 3 min 56 s                 |
| 4e                           | Luisa Tamanini               | Italie                       | Team 2002 Aurora RSM                 | + 4 min 37 s                 |
| 5e                           | Barbara Lancioni             | Italie                       | Road Runner-Guerciotti Cycling       | + 5 min 00 s                 |
| 6e                           | María Isabel Moreno          | Espagne                      | Espagne                              | + 5 min 18 s                 |
| 7e                           | Hayley Brown-Rutherford      | Australie                    | Road Runner-Guerciotti Cycling       | + 5 min 54 s                 |
| 8e                           | Barbara Cazzaniga            | Italie                       | Road Runner-Guerciotti Cycling       | + 12 min 49 s                |
| 9e                           | Natalie Bates                | Australie                    | Australie                            | + 17 min 18 s                |
| 10e                          | Noemi Cantele                | Italie                       | Acca Due O-Pasta Zara-Lorena Camicie | + 23 min 15 s                |

| Classement du meilleur jeune | Classement du meilleur jeune | Classement du meilleur jeune | Classement du meilleur jeune         | Classement du meilleur jeune |
| Coureuse                     | Coureuse                     | Pays                         | Équipe                               | Temps                        |
| ---------------------------- | ---------------------------- | ---------------------------- | ------------------------------------ | ---------------------------- |
| 1re                          | Modesta Vžesniauskaitė       | Lituanie                     | Acca Due O-Pasta Zara-Lorena Camicie | 22 h 42 min 59 s             |
| 2e                           | Eneritz Iturriaga            | Espagne                      | Team 2002 Aurora RSM                 | + 39 s                       |
| 3e                           | Oenone Wood                  | Australie                    | Australie                            | + 3 min 56 s                 |
| 4e                           | Luisa Tamanini               | Italie                       | Team 2002 Aurora RSM                 | + 4 min 37 s                 |
| 5e                           | Barbara Lancioni             | Italie                       | Road Runner-Guerciotti Cycling       | + 5 min 00 s                 |
| 6e                           | María Isabel Moreno          | Espagne                      | Espagne                              | + 5 min 18 s                 |
| 7e                           | Hayley Brown-Rutherford      | Australie                    | Road Runner-Guerciotti Cycling       | + 5 min 54 s                 |
| 8e                           | Barbara Cazzaniga            | Italie                       | Road Runner-Guerciotti Cycling       | + 12 min 49 s                |
| 9e                           | Natalie Bates                | Australie                    | Australie                            | + 17 min 18 s                |
| 10e                          | Noemi Cantele                | Italie                       | Acca Due O-Pasta Zara-Lorena Camicie | + 23 min 15 s                |

## Évolution des classements
| Étape              |                             | Vainqueur _         | Classement général | Classement par points | Meilleure grimpeuse   | Meilleure jeune        |
| ------------------ | --------------------------- | ------------------- | ------------------ | --------------------- | --------------------- | ---------------------- |
| Prologue           | prologue                    | Bertine Spijkerman  | Bertine Spijkerman | Bertine Spijkerman    | non attribué          | Bertine Spijkerman     |
| 1re étape          | étape vallonnée             | Rasa Polikevičiūtė  | Rasa Polikevičiūtė | Zinaida Stahurskaia   | Jolanta Polikevičiūtė | Oenone Wood            |
| 2e étape           | étape vallonnée             | Zinaida Stahurskaia | Rasa Polikevičiūtė | Zinaida Stahurskaia   | Jolanta Polikevičiūtė | Oenone Wood            |
| 3e étape           | étape de montagne           | Nicole Brändli      | Edita Pučinskaitė  | Zinaida Stahurskaia   | Jolanta Polikevičiūtė | Modesta Vžesniauskaitė |
| 4e étape           | étape de plaine             | Regina Schleicher   | Edita Pučinskaitė  | Zinaida Stahurskaia   | Jolanta Polikevičiūtė | Modesta Vžesniauskaitė |
| 5e étape           | étape de plaine             | Regina Schleicher   | Edita Pučinskaitė  | Zinaida Stahurskaia   | Jolanta Polikevičiūtė | Modesta Vžesniauskaitė |
| 6e étape           | étape de plaine             | Regina Schleicher   | Edita Pučinskaitė  | Zinaida Stahurskaia   | Jolanta Polikevičiūtė | Modesta Vžesniauskaitė |
| 7e a étape         | étape de plaine             | Regina Schleicher   | Edita Pučinskaitė  | Regina Schleicher     | Jolanta Polikevičiūtė | Modesta Vžesniauskaitė |
| 7e b étape         | étape de plaine             | Katia Longhin       | Edita Pučinskaitė  | Regina Schleicher     | Jolanta Polikevičiūtė | Modesta Vžesniauskaitė |
| 8e étape           | étape de plaine             | Rochelle Gilmore    | Edita Pučinskaitė  | Regina Schleicher     | Jolanta Polikevičiūtė | Modesta Vžesniauskaitė |
| 9e étape           | contre-la-montre individuel | Loes Gunnewijk      | Nicole Brändli     | Regina Schleicher     | Jolanta Polikevičiūtė | Modesta Vžesniauskaitė |
| Classements finals | Classements finals          |                     | Nicole Brändli     | Regina Schleicher     | Jolanta Polikevičiūtė | Modesta Vžesniauskaitė |

## Liste des participantes
| Prato Marathon Bike ___ | Prato Marathon Bike ___   | Prato Marathon Bike ___ |
| ----------------------- | ------------------------- | ----------------------- |
| Num                     | Coureuse                  | Pos                     |
| 2                       | Nicole Brändli (SUI)      | 1re                     |
| 3                       | Francesca Castrucci (ITA) | 63e                     |
| 4                       | Irene Puccioni (ITA)      | 52e                     |
| 5                       | Janildes Fernandes (BRA)  | 72e                     |
| 6                       | Sabrina Emmasi (SUI)      | 78e                     |
| 7                       | Serena Cavicchi (ITA)     | DQ-2                    |
| 8                       | Silvia Parietti (ITA)     | 34e                     |

| USC Chirio Forno d'Asolo USC | USC Chirio Forno d'Asolo USC | USC Chirio Forno d'Asolo USC |
| ---------------------------- | ---------------------------- | ---------------------------- |
| Num                          | Coureuse                     | Pos                          |
| 11                           | Zinaida Stahurskaia (BLR)    | 9e                           |
| 12                           | Valeria Romina Pintos (ARG)  | 64e                          |
| 13                           | Regina Schleicher (GER)      | 57e                          |
| 14                           | Marina Gloria Chirio (ITA)   | 70e                          |
| 15                           | Ilenia Lazzaro (ITA)         | 108e                         |
| 16                           | Marina Khodchenkova (RUS)    | 81e                          |
| 17                           | Swetlana Bubnenkowa (RUS)    | NP-6                         |
| 18                           | Marica Raina (ITA)           | AB-5                         |

| SC Michela Fanini Record Rox MIC | SC Michela Fanini Record Rox MIC | SC Michela Fanini Record Rox MIC |
| -------------------------------- | -------------------------------- | -------------------------------- |
| Num                              | Coureuse                         | Pos                              |
| 21                               | Edita Pučinskaitė (LTU)          | 2e                               |
| 22                               | Monica Ceccon (ITA)              | 107e                             |
| 23                               | Marta Evangelisti (ITA)          | NP-2                             |
| 24                               | Letizia Giardinelli (ITA)        | 59e                              |
| 25                               | Alessandra Borchi (ITA)          | 105e                             |
| 26                               | Sandrine Marcuz-Moreau (FRA)     | 26e                              |
| 27                               | Lisbeth Simper (DEN)             | 24e                              |
| 28                               | Vibe Janne Kolding               | NP-5                             |

| Australie AUS | Australie AUS      | Australie AUS |
| ------------- | ------------------ | ------------- |
| Num           | Coureuse           | Pos           |
| 31            | Olivia Gollan      | 6e            |
| 32            | Natalie Bates      | 40e           |
| 33            | Emma James         | 54e           |
| 34            | Jennifer Manefield | 94e           |
| 35            | Oenone Wood        | 14e           |
| 36            | Naomi Williams     | AB-6          |
| 37            | Lorian Graham      | 35e           |
| 38            | Amy Gillett        | 41e           |

| Cicli Fatato Composita 2 ___ | Cicli Fatato Composita 2 ___ | Cicli Fatato Composita 2 ___ |
| ---------------------------- | ---------------------------- | ---------------------------- |
| Num                          | Coureuse                     | Pos                          |
| 41                           | Alessandra Fatato (ITA)      | 75e                          |
| 42                           | Costanza Martinelli (ITA)    | 87e                          |
| 43                           | Emanuela Citracca (ITA)      | 67e                          |
| 44                           | Rebecca Casentini (ITA)      | AB-5                         |
| 45                           | Roberta Diena (ITA)          | AB-5                         |
| 46                           | Alessandra D'Ettorre (ITA)   | 56e                          |
| 47                           | Lynn Gaggioli (USA)          | 43e                          |
| 48                           | Giovanna Troldi (ITA)        | 33e                          |

| Bizkaia-Panda Spiuk-Durango ___ | Bizkaia-Panda Spiuk-Durango ___ | Bizkaia-Panda Spiuk-Durango ___ |
| ------------------------------- | ------------------------------- | ------------------------------- |
| Num                             | Coureuse                        | Pos                             |
| 51                              | Joane Somarriba (ESP)           | 3e                              |
| 52                              | Cristina Alcalde (ESP)          | 103e                            |
| 53                              | Agurtzane Elorriaga (ESP)       | 104e                            |
| 54                              | Naiara Telletxea (ESP)          | 97e                             |
| 55                              | Arantzazu Azpiroz (ESP)         | 102e                            |
| 56                              | Iosune Murillo Elkano (ESP)     | 91e                             |
| 58                              | Maitane Telletxea (ESP)         | 106e                            |

| Road Runner-Guerciotti Cycling NRG | Road Runner-Guerciotti Cycling NRG | Road Runner-Guerciotti Cycling NRG |
| ---------------------------------- | ---------------------------------- | ---------------------------------- |
| Num                                | Coureuse                           | Pos                                |
| 61                                 | Lidia Arcangeli (ITA)              | 92e                                |
| 62                                 | Barbara Lancioni (ITA)             | 20e                                |
| 63                                 | Barbara Cazzaniga (ITA)            | 37e                                |
| 64                                 | Silvia Valsecchi (ITA)             | 69e                                |
| 65                                 | Sigrid Corneo (ITA)                | 29e                                |
| 66                                 | Hayley Brown-Rutherford (AUS)      | 23e                                |
| 67                                 | Kym Shirley (AUS)                  | 38e                                |
| 68                                 | Anna Gusmini (ITA)                 | 77e                                |

| SCF Cycling Team Pratomagno ___ | SCF Cycling Team Pratomagno ___ | SCF Cycling Team Pratomagno ___ |
| ------------------------------- | ------------------------------- | ------------------------------- |
| Num                             | Coureuse                        | Pos                             |
| 71                              | Maribel Díaz Esquibel (MEX)     | AB-9                            |
| 72                              | Verónica Leal (MEX)             | 84e                             |
| 73                              | Julia Martisova (RUS)           | 30e                             |
| 74                              | Emanuela Brigati (ITA)          | 83e                             |
| 75                              | Miluše Flašková (CZE)           | NP-5                            |
| 76                              | Emanuela Azzini (ITA)           | 93e                             |
| 77                              | Valentina Pinna (ITA)           | AB-5                            |
| 78                              | Yevgeniya Tarasenko (UZB)       | NP-5                            |

| S.A.T.S TSA | S.A.T.S TSA              | S.A.T.S TSA |
| ----------- | ------------------------ | ----------- |
| Num         | Coureuse                 | Pos         |
| 81          | Trine Hansen             | 85e         |
| 82          | Charmain Breon (USA)     | AB-6        |
| 83          | Meredith Miller (USA)    | 61e         |
| 84          | Mette Fischer Andreasen  | 50e         |
| 85          | Christina Peick-Andersen | NP-3        |
| 86          | Felicia Greer (CAN)      | 51e         |
| 87          | Tina Pic (USA)           | 42e         |
| 88          | Helen Kelly (AUS)        | 68e         |

| Acca Due O-Pasta Zara-Lorena Camicie ADO | Acca Due O-Pasta Zara-Lorena Camicie ADO | Acca Due O-Pasta Zara-Lorena Camicie ADO |
| ---------------------------------------- | ---------------------------------------- | ---------------------------------------- |
| Num                                      | Coureuse                                 | Pos                                      |
| 91                                       | Chantal Beltman (NED)                    | 47e                                      |
| 92                                       | Ghita Beltman (NED)                      | 39e                                      |
| 93                                       | Katia Longhin (ITA)                      | 17e                                      |
| 94                                       | Zita Urbonaitė (LTU)                     | 27e                                      |
| 95                                       | Giorgia Bronzini (ITA)                   | 58e                                      |
| 96                                       | Rochelle Gilmore (AUS)                   | NP-9                                     |
| 97                                       | Modesta Vžesniauskaitė (LTU)             | 11e                                      |
| 98                                       | Noemi Cantele (ITA)                      | 48e                                      |

| Catalunya - Aliverti - Kookai ALI | Catalunya - Aliverti - Kookai ALI | Catalunya - Aliverti - Kookai ALI |
| --------------------------------- | --------------------------------- | --------------------------------- |
| Num                               | Coureuse                          | Pos                               |
| 101                               | Valentina Alessio (ITA)           | 96e                               |
| 102                               | Montserrat Alonso (ESP)           | 62e                               |
| 103                               | Katie Brown (AUS)                 | 110e                              |
| 104                               | Baukje Doedee (NED)               | 90e                               |
| 105                               | Eleftheria Ellinikaki (GRE)       | 109e                              |
| 106                               | Marianna Lorenzoni (ITA)          | 15e                               |
| 107                               | Azucena Sanchez Benito (ESP)      | 74e                               |
| 108                               | Sandra Santanyes Murillo (ESP)    | 76e                               |

| Ondernemers van Nature OND | Ondernemers van Nature OND | Ondernemers van Nature OND |
| -------------------------- | -------------------------- | -------------------------- |
| Num                        | Coureuse                   | Pos                        |
| 111                        | Loes Gunnewijk (NED)       | 55e                        |
| 112                        | Minke Slingerland (NED)    | 95e                        |
| 113                        | Corrien van Haastert (NED) | 100e                       |
| 114                        | Kristy Miggels (NED)       | NP-6                       |
| 115                        | Bertine Spijkerman (NED)   | 88e                        |
| 116                        | Andrea Bosman (NED)        | 28e                        |
| 117                        | Sharon van Essen (NED)     | 60e                        |

| Team Conero ___ | Team Conero ___                | Team Conero ___ |
| --------------- | ------------------------------ | --------------- |
| Num             | Coureuse                       | Pos             |
| 121             | Alessandra Cappellotto (ITA)   | 19e             |
| 122             | Tania Belvederesi (ITA)        | 22e             |
| 123             | Lisa Bacchiavini (ITA)         | NP-7a           |
| 124             | Noelia Soledad Fernandez (ARG) | 73e             |
| 125             | Sonia Rocca (ITA)              | 89e             |
| 126             | Vanessa Saccomani (ITA)        | 98e             |
| 127             | Alexandra Nöhles (GER)         | 79e             |
| 128             | Vania Rossi (ITA)              | 86e             |

| Team 2002 Aurora RSM AUR | Team 2002 Aurora RSM AUR    | Team 2002 Aurora RSM AUR |
| ------------------------ | --------------------------- | ------------------------ |
| Num                      | Coureuse                    | Pos                      |
| 131                      | Martina Corazza (ITA)       | 80e                      |
| 132                      | Eneritz Iturriaga (ESP)     | 12e                      |
| 133                      | Natalia Katchalka (UKR)     | 36e                      |
| 134                      | Fabiana Luperini (ITA)      | 13e                      |
| 135                      | Kettj Manfrin (ITA)         | 82e                      |
| 136                      | Jolanta Polikevičiūtė (LTU) | 4e                       |
| 137                      | Rasa Polikevičiūtė (LTU)    | 5e                       |
| 138                      | Luisa Tamanini (ITA)        | 16e                      |

| T-Mobile ___ | T-Mobile ___            | T-Mobile ___ |
| ------------ | ----------------------- | ------------ |
| Num          | Coureuse                | Pos          |
| 141          | Kristin Armstrong (USA) | 18e          |
| 142          | Kimberly Anderson (USA) | 32e          |
| 143          | Kimberly Bruckner (USA) | 8e           |
| 145          | Mari Holden (USA)       | 31e          |
| 146          | Amber Neben (USA)       | 7e           |
| 147          | Dotsie Bausch (USA)     | 25e          |
| 148          | Stacey Peters (USA)     | 46e          |

| Team Fanini System Data ___ | Team Fanini System Data ___ | Team Fanini System Data ___ |
| --------------------------- | --------------------------- | --------------------------- |
| Num                         | Coureuse                    | Pos                         |
| 152                         | Edita Kubelskienė (LTU)     | 45e                         |
| 153                         | Lisa Gatto (ITA)            | 101e                        |
| 154                         | Rhonda Quick (USA)          | 71e                         |
| 155                         | Joan Wilson (USA)           | NP-3                        |
| 156                         | Shawn Heidgen (USA)         | 99e                         |
| 157                         | Alessia Quarta (ITA)        | AB-6                        |

| Espagne ESP | Espagne ESP          | Espagne ESP |
| ----------- | -------------------- | ----------- |
| Num         | Coureuse             | Pos         |
| 161         | Teodora Ruano        | 9e          |
| 162         | María Isabel Moreno  | 21e         |
| 163         | Maria Cagigas        | 44e         |
| 164         | Rosa Bravo           | 53e         |
| 165         | Fátima Blázquez      | 66e         |
| 166         | Rosa Membrives       | 49e         |
| 167         | Anna Ramírez Bauxell | 65e         |
| 168         | Alicia Palop         | AB-6        |

| Prato Marathon Bike ___ | Prato Marathon Bike ___   | Prato Marathon Bike ___ |
| ----------------------- | ------------------------- | ----------------------- |
| Num                     | Coureuse                  | Pos                     |
| 2                       | Nicole Brändli (SUI)      | 1re                     |
| 3                       | Francesca Castrucci (ITA) | 63e                     |
| 4                       | Irene Puccioni (ITA)      | 52e                     |
| 5                       | Janildes Fernandes (BRA)  | 72e                     |
| 6                       | Sabrina Emmasi (SUI)      | 78e                     |
| 7                       | Serena Cavicchi (ITA)     | DQ-2                    |
| 8                       | Silvia Parietti (ITA)     | 34e                     |

| USC Chirio Forno d'Asolo USC | USC Chirio Forno d'Asolo USC | USC Chirio Forno d'Asolo USC |
| ---------------------------- | ---------------------------- | ---------------------------- |
| Num                          | Coureuse                     | Pos                          |
| 11                           | Zinaida Stahurskaia (BLR)    | 9e                           |
| 12                           | Valeria Romina Pintos (ARG)  | 64e                          |
| 13                           | Regina Schleicher (GER)      | 57e                          |
| 14                           | Marina Gloria Chirio (ITA)   | 70e                          |
| 15                           | Ilenia Lazzaro (ITA)         | 108e                         |
| 16                           | Marina Khodchenkova (RUS)    | 81e                          |
| 17                           | Swetlana Bubnenkowa (RUS)    | NP-6                         |
| 18                           | Marica Raina (ITA)           | AB-5                         |

| SC Michela Fanini Record Rox MIC | SC Michela Fanini Record Rox MIC | SC Michela Fanini Record Rox MIC |
| -------------------------------- | -------------------------------- | -------------------------------- |
| Num                              | Coureuse                         | Pos                              |
| 21                               | Edita Pučinskaitė (LTU)          | 2e                               |
| 22                               | Monica Ceccon (ITA)              | 107e                             |
| 23                               | Marta Evangelisti (ITA)          | NP-2                             |
| 24                               | Letizia Giardinelli (ITA)        | 59e                              |
| 25                               | Alessandra Borchi (ITA)          | 105e                             |
| 26                               | Sandrine Marcuz-Moreau (FRA)     | 26e                              |
| 27                               | Lisbeth Simper (DEN)             | 24e                              |
| 28                               | Vibe Janne Kolding               | NP-5                             |

| Australie AUS | Australie AUS      | Australie AUS |
| ------------- | ------------------ | ------------- |
| Num           | Coureuse           | Pos           |
| 31            | Olivia Gollan      | 6e            |
| 32            | Natalie Bates      | 40e           |
| 33            | Emma James         | 54e           |
| 34            | Jennifer Manefield | 94e           |
| 35            | Oenone Wood        | 14e           |
| 36            | Naomi Williams     | AB-6          |
| 37            | Lorian Graham      | 35e           |
| 38            | Amy Gillett        | 41e           |

| Cicli Fatato Composita 2 ___ | Cicli Fatato Composita 2 ___ | Cicli Fatato Composita 2 ___ |
| ---------------------------- | ---------------------------- | ---------------------------- |
| Num                          | Coureuse                     | Pos                          |
| 41                           | Alessandra Fatato (ITA)      | 75e                          |
| 42                           | Costanza Martinelli (ITA)    | 87e                          |
| 43                           | Emanuela Citracca (ITA)      | 67e                          |
| 44                           | Rebecca Casentini (ITA)      | AB-5                         |
| 45                           | Roberta Diena (ITA)          | AB-5                         |
| 46                           | Alessandra D'Ettorre (ITA)   | 56e                          |
| 47                           | Lynn Gaggioli (USA)          | 43e                          |
| 48                           | Giovanna Troldi (ITA)        | 33e                          |

| Bizkaia-Panda Spiuk-Durango ___ | Bizkaia-Panda Spiuk-Durango ___ | Bizkaia-Panda Spiuk-Durango ___ |
| ------------------------------- | ------------------------------- | ------------------------------- |
| Num                             | Coureuse                        | Pos                             |
| 51                              | Joane Somarriba (ESP)           | 3e                              |
| 52                              | Cristina Alcalde (ESP)          | 103e                            |
| 53                              | Agurtzane Elorriaga (ESP)       | 104e                            |
| 54                              | Naiara Telletxea (ESP)          | 97e                             |
| 55                              | Arantzazu Azpiroz (ESP)         | 102e                            |
| 56                              | Iosune Murillo Elkano (ESP)     | 91e                             |
| 58                              | Maitane Telletxea (ESP)         | 106e                            |

| Road Runner-Guerciotti Cycling NRG | Road Runner-Guerciotti Cycling NRG | Road Runner-Guerciotti Cycling NRG |
| ---------------------------------- | ---------------------------------- | ---------------------------------- |
| Num                                | Coureuse                           | Pos                                |
| 61                                 | Lidia Arcangeli (ITA)              | 92e                                |
| 62                                 | Barbara Lancioni (ITA)             | 20e                                |
| 63                                 | Barbara Cazzaniga (ITA)            | 37e                                |
| 64                                 | Silvia Valsecchi (ITA)             | 69e                                |
| 65                                 | Sigrid Corneo (ITA)                | 29e                                |
| 66                                 | Hayley Brown-Rutherford (AUS)      | 23e                                |
| 67                                 | Kym Shirley (AUS)                  | 38e                                |
| 68                                 | Anna Gusmini (ITA)                 | 77e                                |

| SCF Cycling Team Pratomagno ___ | SCF Cycling Team Pratomagno ___ | SCF Cycling Team Pratomagno ___ |
| ------------------------------- | ------------------------------- | ------------------------------- |
| Num                             | Coureuse                        | Pos                             |
| 71                              | Maribel Díaz Esquibel (MEX)     | AB-9                            |
| 72                              | Verónica Leal (MEX)             | 84e                             |
| 73                              | Julia Martisova (RUS)           | 30e                             |
| 74                              | Emanuela Brigati (ITA)          | 83e                             |
| 75                              | Miluše Flašková (CZE)           | NP-5                            |
| 76                              | Emanuela Azzini (ITA)           | 93e                             |
| 77                              | Valentina Pinna (ITA)           | AB-5                            |
| 78                              | Yevgeniya Tarasenko (UZB)       | NP-5                            |

| S.A.T.S TSA | S.A.T.S TSA              | S.A.T.S TSA |
| ----------- | ------------------------ | ----------- |
| Num         | Coureuse                 | Pos         |
| 81          | Trine Hansen             | 85e         |
| 82          | Charmain Breon (USA)     | AB-6        |
| 83          | Meredith Miller (USA)    | 61e         |
| 84          | Mette Fischer Andreasen  | 50e         |
| 85          | Christina Peick-Andersen | NP-3        |
| 86          | Felicia Greer (CAN)      | 51e         |
| 87          | Tina Pic (USA)           | 42e         |
| 88          | Helen Kelly (AUS)        | 68e         |

| Acca Due O-Pasta Zara-Lorena Camicie ADO | Acca Due O-Pasta Zara-Lorena Camicie ADO | Acca Due O-Pasta Zara-Lorena Camicie ADO |
| ---------------------------------------- | ---------------------------------------- | ---------------------------------------- |
| Num                                      | Coureuse                                 | Pos                                      |
| 91                                       | Chantal Beltman (NED)                    | 47e                                      |
| 92                                       | Ghita Beltman (NED)                      | 39e                                      |
| 93                                       | Katia Longhin (ITA)                      | 17e                                      |
| 94                                       | Zita Urbonaitė (LTU)                     | 27e                                      |
| 95                                       | Giorgia Bronzini (ITA)                   | 58e                                      |
| 96                                       | Rochelle Gilmore (AUS)                   | NP-9                                     |
| 97                                       | Modesta Vžesniauskaitė (LTU)             | 11e                                      |
| 98                                       | Noemi Cantele (ITA)                      | 48e                                      |

| Catalunya - Aliverti - Kookai ALI | Catalunya - Aliverti - Kookai ALI | Catalunya - Aliverti - Kookai ALI |
| --------------------------------- | --------------------------------- | --------------------------------- |
| Num                               | Coureuse                          | Pos                               |
| 101                               | Valentina Alessio (ITA)           | 96e                               |
| 102                               | Montserrat Alonso (ESP)           | 62e                               |
| 103                               | Katie Brown (AUS)                 | 110e                              |
| 104                               | Baukje Doedee (NED)               | 90e                               |
| 105                               | Eleftheria Ellinikaki (GRE)       | 109e                              |
| 106                               | Marianna Lorenzoni (ITA)          | 15e                               |
| 107                               | Azucena Sanchez Benito (ESP)      | 74e                               |
| 108                               | Sandra Santanyes Murillo (ESP)    | 76e                               |

| Ondernemers van Nature OND | Ondernemers van Nature OND | Ondernemers van Nature OND |
| -------------------------- | -------------------------- | -------------------------- |
| Num                        | Coureuse                   | Pos                        |
| 111                        | Loes Gunnewijk (NED)       | 55e                        |
| 112                        | Minke Slingerland (NED)    | 95e                        |
| 113                        | Corrien van Haastert (NED) | 100e                       |
| 114                        | Kristy Miggels (NED)       | NP-6                       |
| 115                        | Bertine Spijkerman (NED)   | 88e                        |
| 116                        | Andrea Bosman (NED)        | 28e                        |
| 117                        | Sharon van Essen (NED)     | 60e                        |

| Team Conero ___ | Team Conero ___                | Team Conero ___ |
| --------------- | ------------------------------ | --------------- |
| Num             | Coureuse                       | Pos             |
| 121             | Alessandra Cappellotto (ITA)   | 19e             |
| 122             | Tania Belvederesi (ITA)        | 22e             |
| 123             | Lisa Bacchiavini (ITA)         | NP-7a           |
| 124             | Noelia Soledad Fernandez (ARG) | 73e             |
| 125             | Sonia Rocca (ITA)              | 89e             |
| 126             | Vanessa Saccomani (ITA)        | 98e             |
| 127             | Alexandra Nöhles (GER)         | 79e             |
| 128             | Vania Rossi (ITA)              | 86e             |

| Team 2002 Aurora RSM AUR | Team 2002 Aurora RSM AUR    | Team 2002 Aurora RSM AUR |
| ------------------------ | --------------------------- | ------------------------ |
| Num                      | Coureuse                    | Pos                      |
| 131                      | Martina Corazza (ITA)       | 80e                      |
| 132                      | Eneritz Iturriaga (ESP)     | 12e                      |
| 133                      | Natalia Katchalka (UKR)     | 36e                      |
| 134                      | Fabiana Luperini (ITA)      | 13e                      |
| 135                      | Kettj Manfrin (ITA)         | 82e                      |
| 136                      | Jolanta Polikevičiūtė (LTU) | 4e                       |
| 137                      | Rasa Polikevičiūtė (LTU)    | 5e                       |
| 138                      | Luisa Tamanini (ITA)        | 16e                      |

| T-Mobile ___ | T-Mobile ___            | T-Mobile ___ |
| ------------ | ----------------------- | ------------ |
| Num          | Coureuse                | Pos          |
| 141          | Kristin Armstrong (USA) | 18e          |
| 142          | Kimberly Anderson (USA) | 32e          |
| 143          | Kimberly Bruckner (USA) | 8e           |
| 145          | Mari Holden (USA)       | 31e          |
| 146          | Amber Neben (USA)       | 7e           |
| 147          | Dotsie Bausch (USA)     | 25e          |
| 148          | Stacey Peters (USA)     | 46e          |

| Team Fanini System Data ___ | Team Fanini System Data ___ | Team Fanini System Data ___ |
| --------------------------- | --------------------------- | --------------------------- |
| Num                         | Coureuse                    | Pos                         |
| 152                         | Edita Kubelskienė (LTU)     | 45e                         |
| 153                         | Lisa Gatto (ITA)            | 101e                        |
| 154                         | Rhonda Quick (USA)          | 71e                         |
| 155                         | Joan Wilson (USA)           | NP-3                        |
| 156                         | Shawn Heidgen (USA)         | 99e                         |
| 157                         | Alessia Quarta (ITA)        | AB-6                        |

| Espagne ESP | Espagne ESP          | Espagne ESP |
| ----------- | -------------------- | ----------- |
| Num         | Coureuse             | Pos         |
| 161         | Teodora Ruano        | 9e          |
| 162         | María Isabel Moreno  | 21e         |
| 163         | Maria Cagigas        | 44e         |
| 164         | Rosa Bravo           | 53e         |
| 165         | Fátima Blázquez      | 66e         |
| 166         | Rosa Membrives       | 49e         |
| 167         | Anna Ramírez Bauxell | 65e         |
| 168         | Alicia Palop         | AB-6        |

Il est à noter que la vainqueur sortante, Svetlana Boubnenkova, ne porte pas le numéro 1 mais le 17. Elle a effet quitté l'équipe Prato Marathon Bike, en graves difficultés financières, pour rejoindre l'USC Chirio Forno d'Asolo. Il n'y a donc pas de numéro 1 sur la course. L'équipe Prato Marathon Bike est très affaiblie au départ.
Le départ de la cinquième étape est refusé à Miluše Flašková et Yevgeniya Tarasenko à cause d'un taux d'hématocrite trop élevé.

### Autre
- (it) Site officiel